# 56 Pułk Piechoty Wielkopolskiej

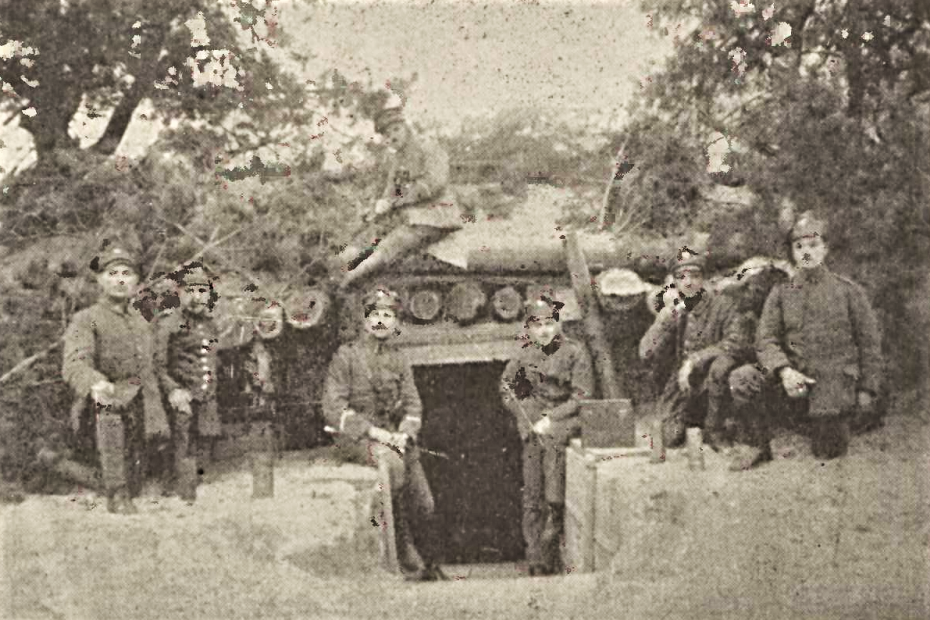
Punkt dowodzenia d-cy 6/56 pp Wlkp. pod Jakimowską Słobodą

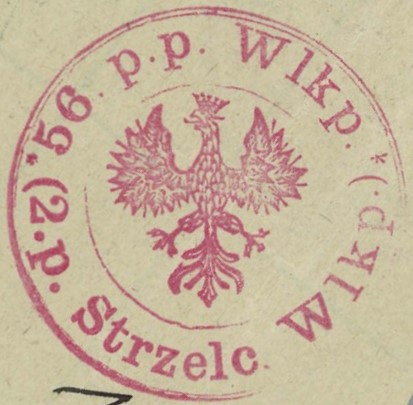
Odcisk pieczęci 56 pp Wlkp.

56 Pułk Piechoty Wielkopolskiej (56 pp) – oddział piechoty Armii Wielkopolskiej i Wojska Polskiego w II Rzeczypospolitej.
Pułk sformowany został w 1919 jako 2 pułk Strzelców Wielkopolskich i wszedł  w skład 1 Dywizji Strzelców Wielkopolskich Armii Wielkopolskiej.  W okresie wojny z bolszewikami walczył w składzie 14 Dywizji Piechoty Wielkopolskiej. Od 1921 w 25 Dywizji Piechoty.
W okresie pokoju pułk stacjonował w garnizonie Krotoszyn. W czasie kampanii wrześniowej walczył w składzie macierzystej dywizji w obszarze działań Armii Poznań.

## Formowanie i zmiany organizacyjne i walki
16 lutego 1919, po podpisaniu przez Niemcy rozejmu w Trewirze, kończącego formalnie walki na froncie wielkopolskim, utworzono z oddziałów powstańczych Grupy Zachodniej 2 pułk Strzelców Wielkopolskich pod dowództwem podporucznika Antoniego Nieboraka. Dzień 16 marca 1919 należy przyjąć jako datę powstania 2 pułku Strzelców Wielkopolskich. Pułk liczył 15 oficerów, 216 podoficerów i 2440 strzelców.
10 grudnia 1919 1 Dywizja Strzelców Wielkopolskich została przemianowana na 14 Dywizję Piechoty Wielkopolskiej, której podporządkowana została I Brygada Strzelców Wielkopolskich – XXVII Brygada Piechoty, pod dowództwem gen. ppor. Michała Milewskiego (sierpień 1919 – wrzesień 1921). W skład tejże brygady został wcielony 2 pułk Strzelców Wielkopolskich, przemianowany na 56 pułk piechoty Wielkopolskiej.
W grudniu 1919 batalion zapasowy pułku stacjonował we Wronkach.
| Obsada personalna pułku w latach 1919–1920 | Obsada personalna pułku w latach 1919–1920 | Obsada personalna pułku w latach 1919–1920 |
| Stanowisko                                 | Stopień imię i nazwisko                    | Czasokres                                  |
| ------------------------------------------ | ------------------------------------------ | ------------------------------------------ |
| dowódca pułku                              | ppor. Antoni Nieborak                      |                                            |
| dowódca pułku                              | kpt. Zygmunt Łęgowski                      | od 1 V 1919                                |
| dowódca I batalionu                        | ppor. Stanisław Fryder                     |                                            |
| dowódca I batalionu                        | ppor. Stanisław Szymendera                 | był 20 VII 1920                            |
| dowódca 1 kompanii                         | ppor. Wincenty Mischke                     | był 5 I 1920                               |
| dowódca 2 kompanii                         | ppor. Adam Kowalczyk                       | był 6 VIII 1920                            |
| dowódca 4 kompanii                         | ppor. Skrzydlewski                         | był 5 I 1920                               |
| dowódca 4 kompanii                         | ppor. Stanisław Przybylski                 | –†4 IV 1920                                |
| dowódca ? kompanii                         | ppor. Adam Majewski                        | –†21 IV 1920                               |
| dowódca ? kompanii                         | ppor. Stanisław Fryder                     | był VI 1920                                |
| dowódca II batalionu                       | ppor. Bolesław Thomas                      | †                                          |
| dowódca 5 kompanii                         | sierż. Polinarek                           | był 9 XI 1919                              |
| dowódca 7 kompanii                         | ppor. Władysław Kabsch                     | był 17 III 1920                            |
| dowódca 8 kompanii                         | ppor. Józef Kopczyński                     | był 15 X 1919                              |
| dowódca III batalionu                      | ppor. Stanisław Siuda                      |                                            |
| dowódca 9 kompanii                         | ppor. Żarna                                | był 17 III 1920                            |
| dowódca 9 kompanii                         | ppor. Władysław Kaczmarek                  | był 15 IX 1920                             |
| dowódca 10 kompanii                        | sierż. Piosik                              | był 17 III 1920                            |
| dowódca 10 kompanii                        | ppor. Józef Półchłopek                     | –† 4 VI 1920                               |
| dowódca 10 kompanii                        | ppor. Marcinkiewicz                        | był 20 VII 1920                            |
| dowódca 10 kompanii                        | sierż. Franciszek Koziołek                 | –† 20 VII 1920                             |
| dowódca 12 kompanii                        | ppor. Marian Zaremba                       | –†17 III 1920                              |
| dowódca 12 kompanii                        | ppor. Edmund Kabza                         | był 6 VIII 1920                            |
| dowódca plutonu                            | ppor. Stawicki                             | był 16 IX 1920                             |

## Walki na froncie wschodnim
W dniach od 5 do 7 września pułk ładował swoje pododdziały na stacji Kościan i wyruszył transportem kolejowym na front przeciwbolszewicki. W połowie września wyładował się w rejonie Hermanowicz, a już 19 września, wraz z przydzieloną artylerią, wziął udział w działaniach na Połock.
Po zluzowaniu przegrupował się do Bobrujska i dołączył do macierzystej 1 Dywizji Strzelców Wielkopolskich.

5 i 6 stycznia pułk uczestniczył w wypadzie na Szaciłki. W czasie walk zniszczono 2 mosty, stację kolejową i 64 wagony. Pododdział ppor. Stanisława Frydera zdobył 2 karabiny maszynowe, 4 konie, 126 karabinów i 10 aparatów telefonicznych. Za działania pułk otrzymał pochwałę od dowódcy frontu i dowódcy dywizji. 17 marca pułk bronił rubieży pod Jakimowską Słoboda. Szczególnie wyróżnił się III batalion kpt. Stanisława Siudy wzmocniony 9 baterią 14 pułku artylerii polowej. W okresie późniejszym do walki weszła 7 kompania, 4 kompania karabinów maszynowych, 7 bateria, bateria górska i szwadron 3 pułku ułanów. Po takim wzmocnieniu kpt. Siuda zdecydował o kontrataku. Nieprzyjaciel odrzucony został do Berezyny, a nie mogąc się przeprawić przez rzekę, poddał się. Do niewoli wzięto około 900 ludzi. Zdobyto 46 karabiny maszynowe. Straty własne to 36 zabitych i 4 rannych.
3 i 4 czerwca pułk brał udział w walkach pod Stołpiszczami. Pomimo że nieprzyjaciel dysponował samochodami pancernymi i czołgami, pułk odnosił sukcesy. Zdobyto lub zniszczono 3 samochody pancerne, 2 osobowe, 2 ciężarowe, 3 działa, 16 karabinów maszynowych i 1 czołg. Straty własne to 8 poległych oraz 16 rannych. Po walce pułk powrócił do Bobrujska.
Na skutek ofensywy wojsk Frontu Zachodniego Michaiła Tuchaczewskiego, 10 lipca pułk rozpoczął działania odwrotowe. Walczył pod Leśną, Słonimiem, Świsłoczą, Gnojnem i nad Bugiem. W ramach koncentracji do operacji warszawskiej, przegrupowany został do Bobrownik nad Wieprzem,. Tu został uzupełniony w sprzęt i ludzi. W Bitwie Warszawskiej pułk walczył na lewym skrzydle grupy uderzeniowej. Maszerując przez Kletnicę, Kobuzy i Łaskarzew, bił się o Kołbiel. Dalej prowadząc pościg  przez Nur, Czyżew, Zambrów, dotarł 24 sierpnia do granicy Prus Wschodnich.
Następnie przetransportowany został na białoruski kierunek operacyjny, do Brześcia Litewskiego. Walczył pod Kobryniem, Laskowem, w rejonie Berezy i Bosiacza. Odnosił sukcesy w walkach o Baranowicze i Snów. Maszerując traktem mińskim sforsował Ptycz i 15 października, wspólnie z 55 pułkiem piechoty, zajął Mińsk. Po podpisaniu rozejmu pułk przegrupował się w rejon Miru, a następnie do Nieświeża.

### Mapy walk pułku

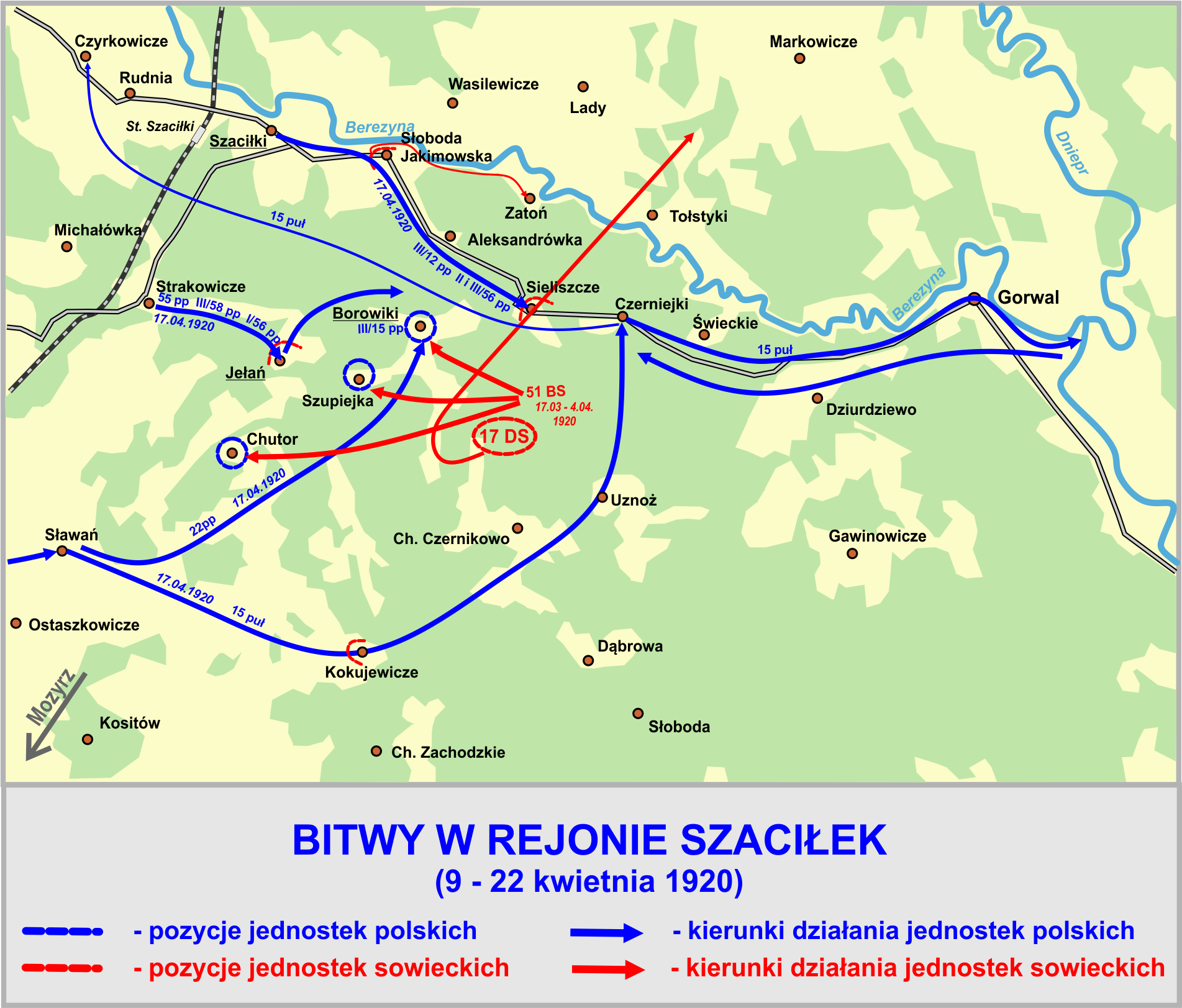
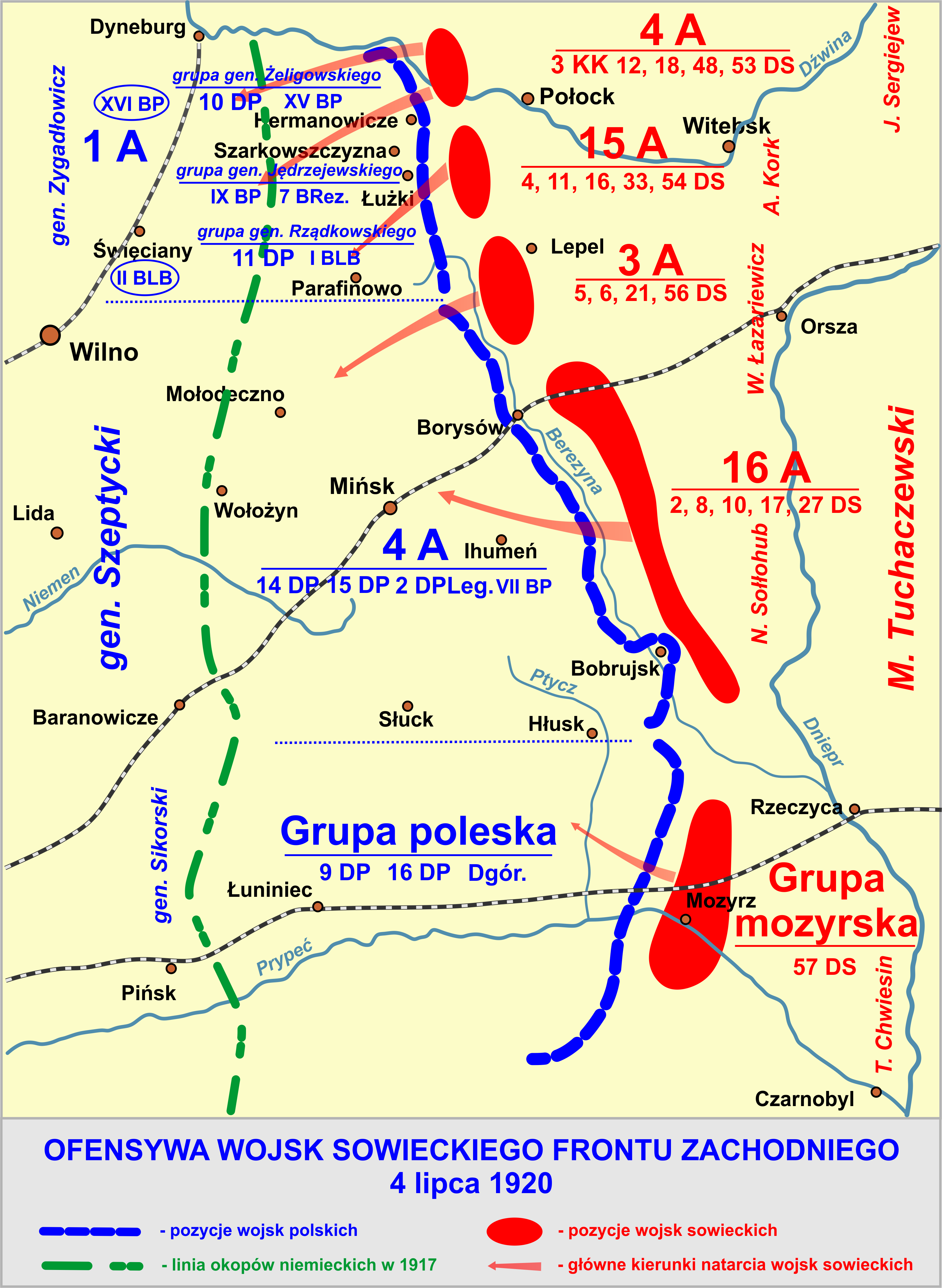
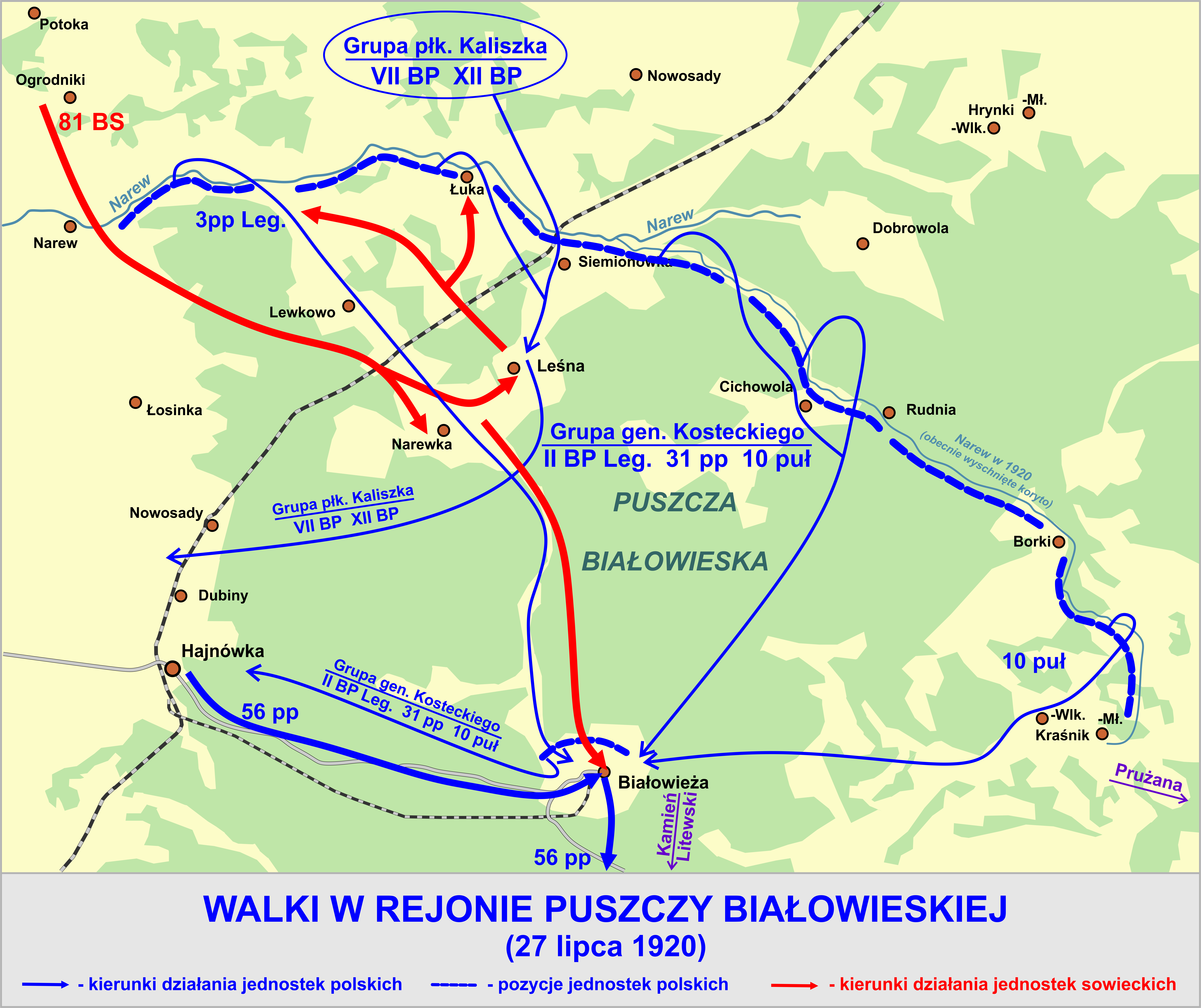
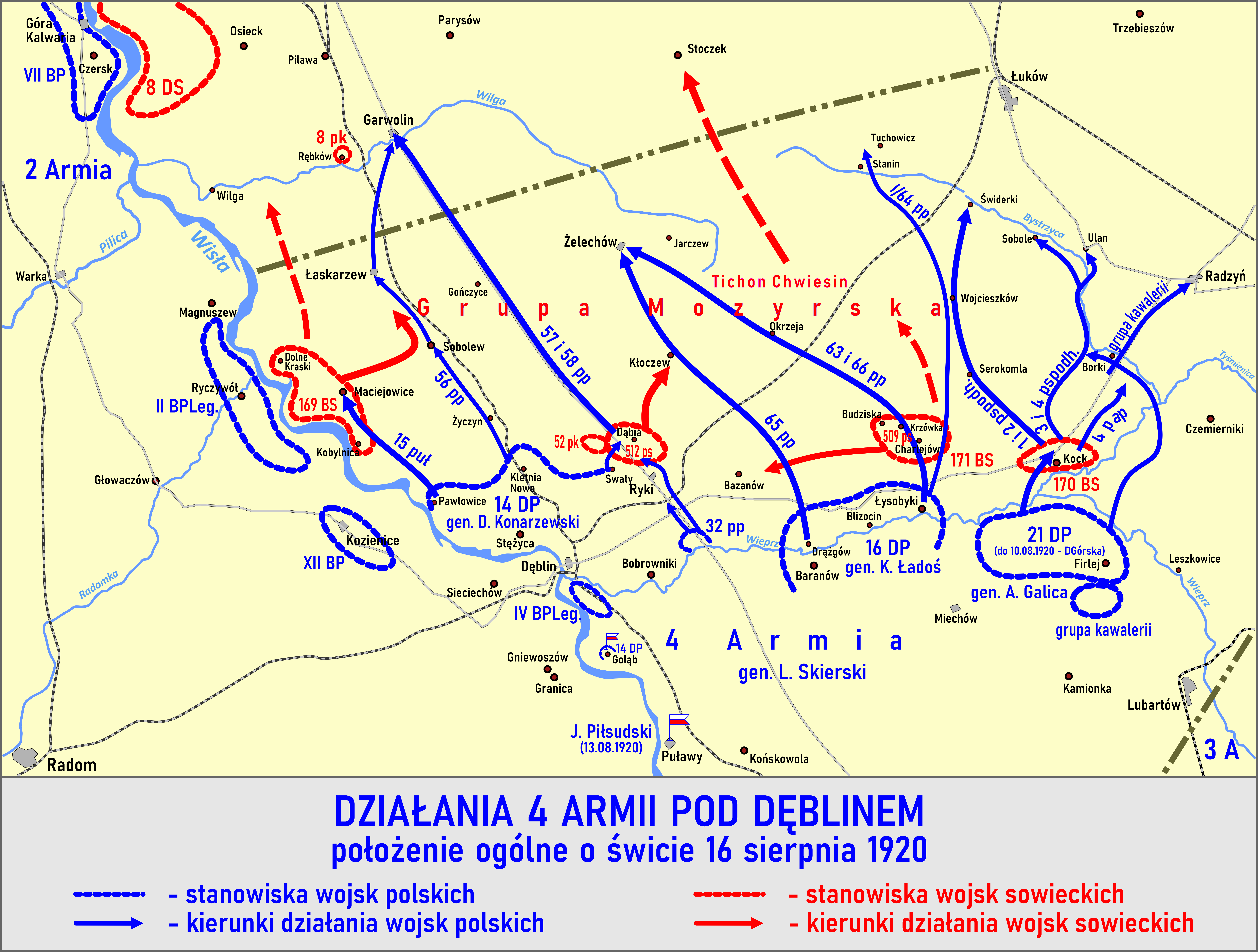
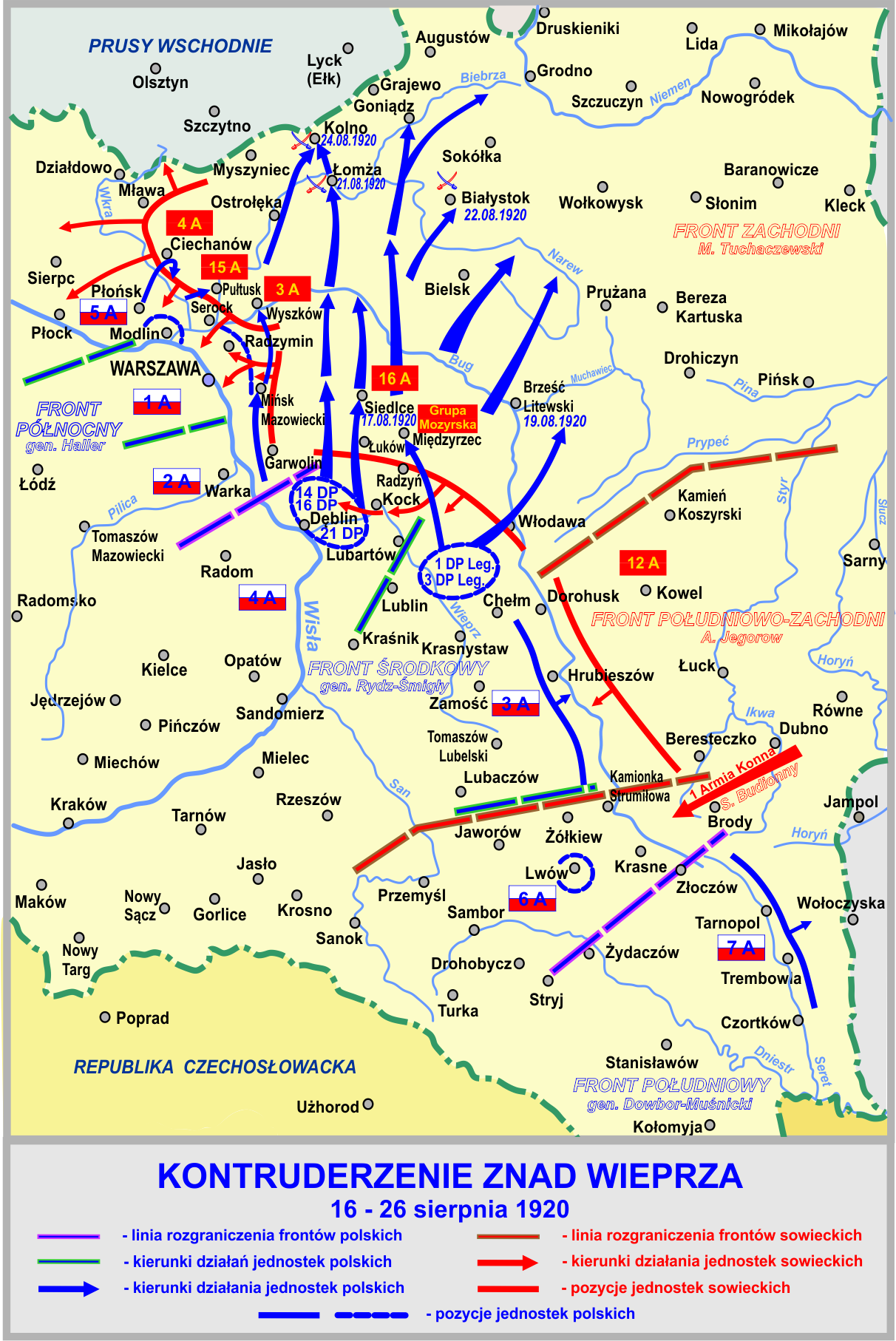
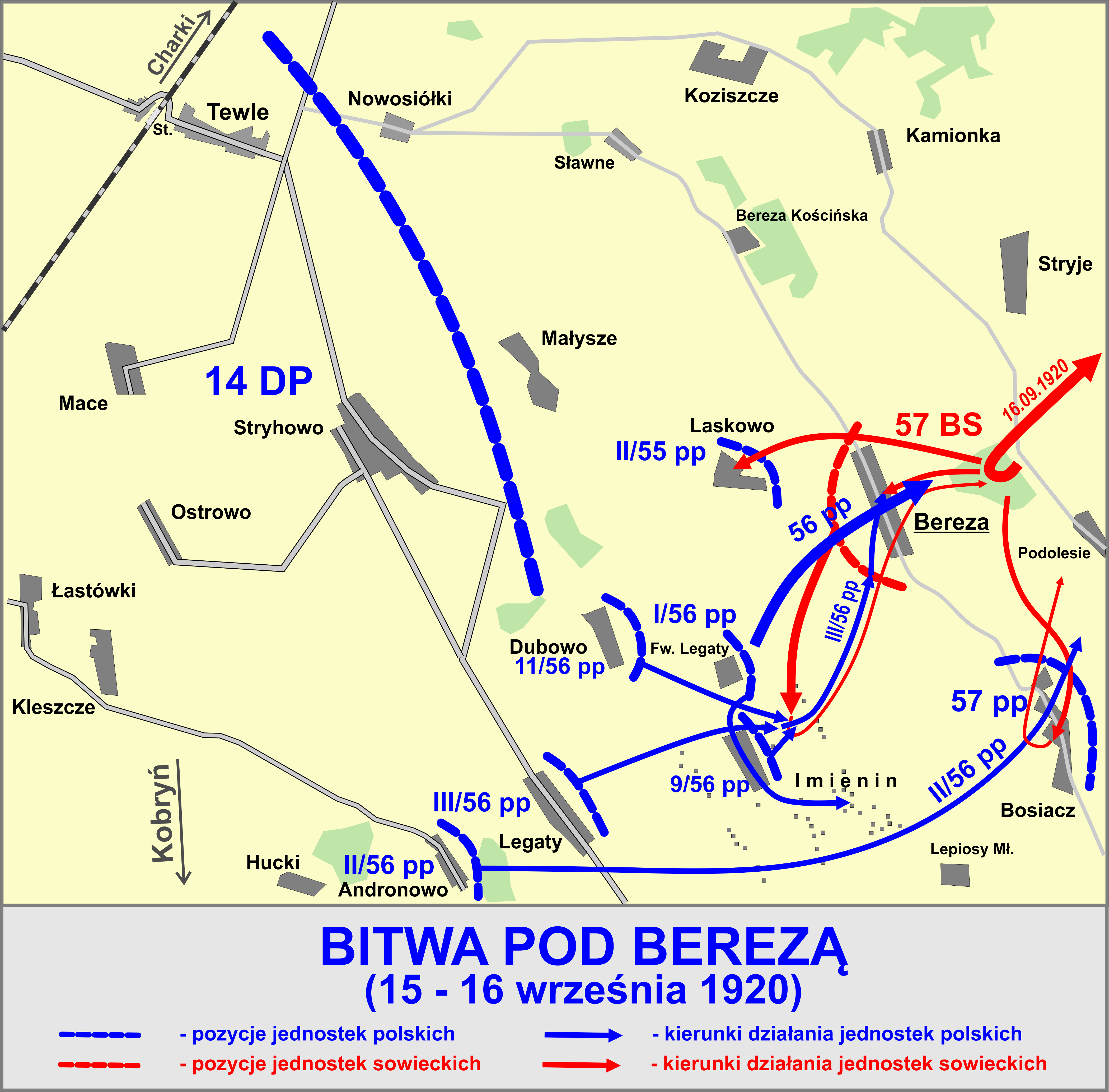
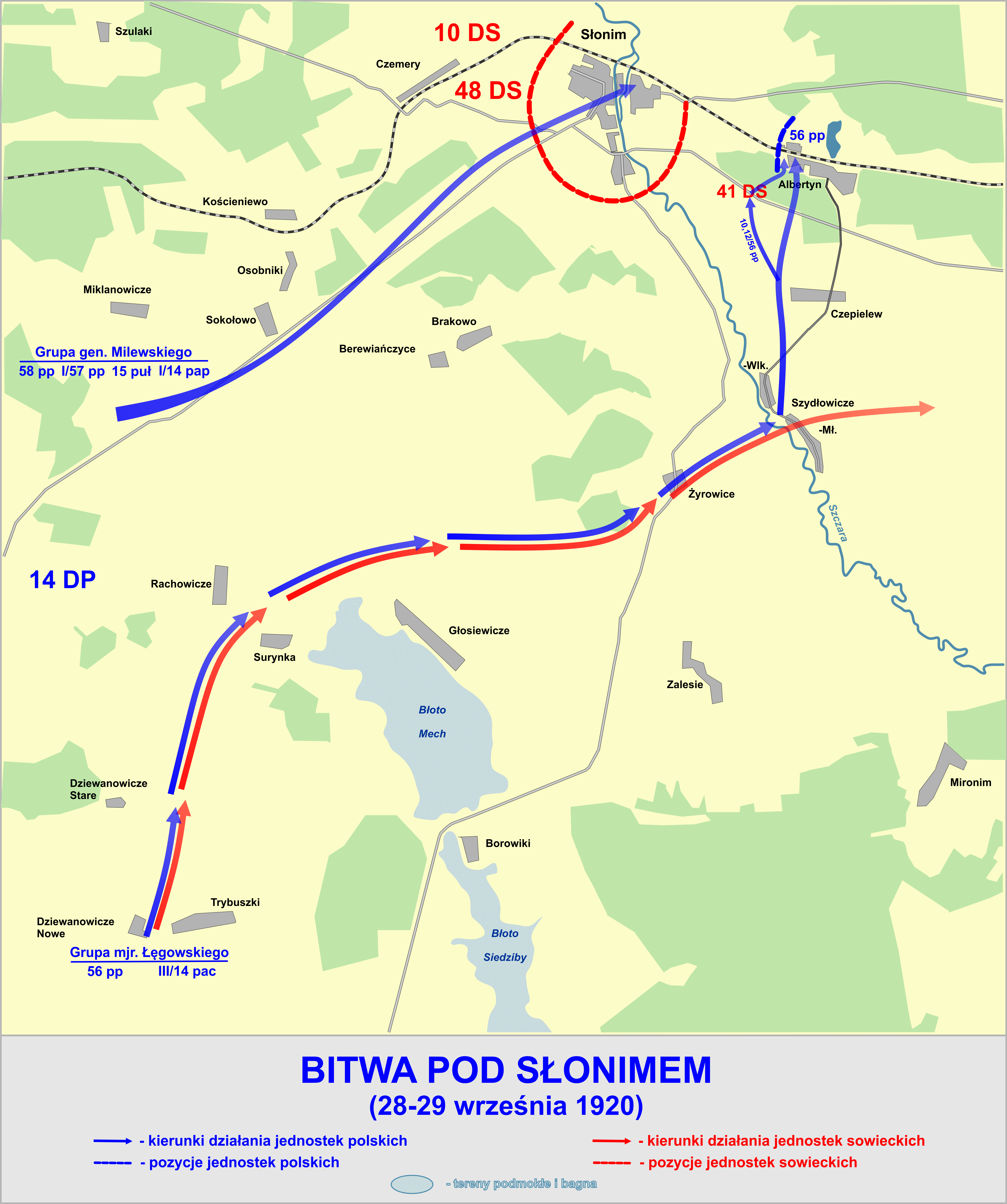
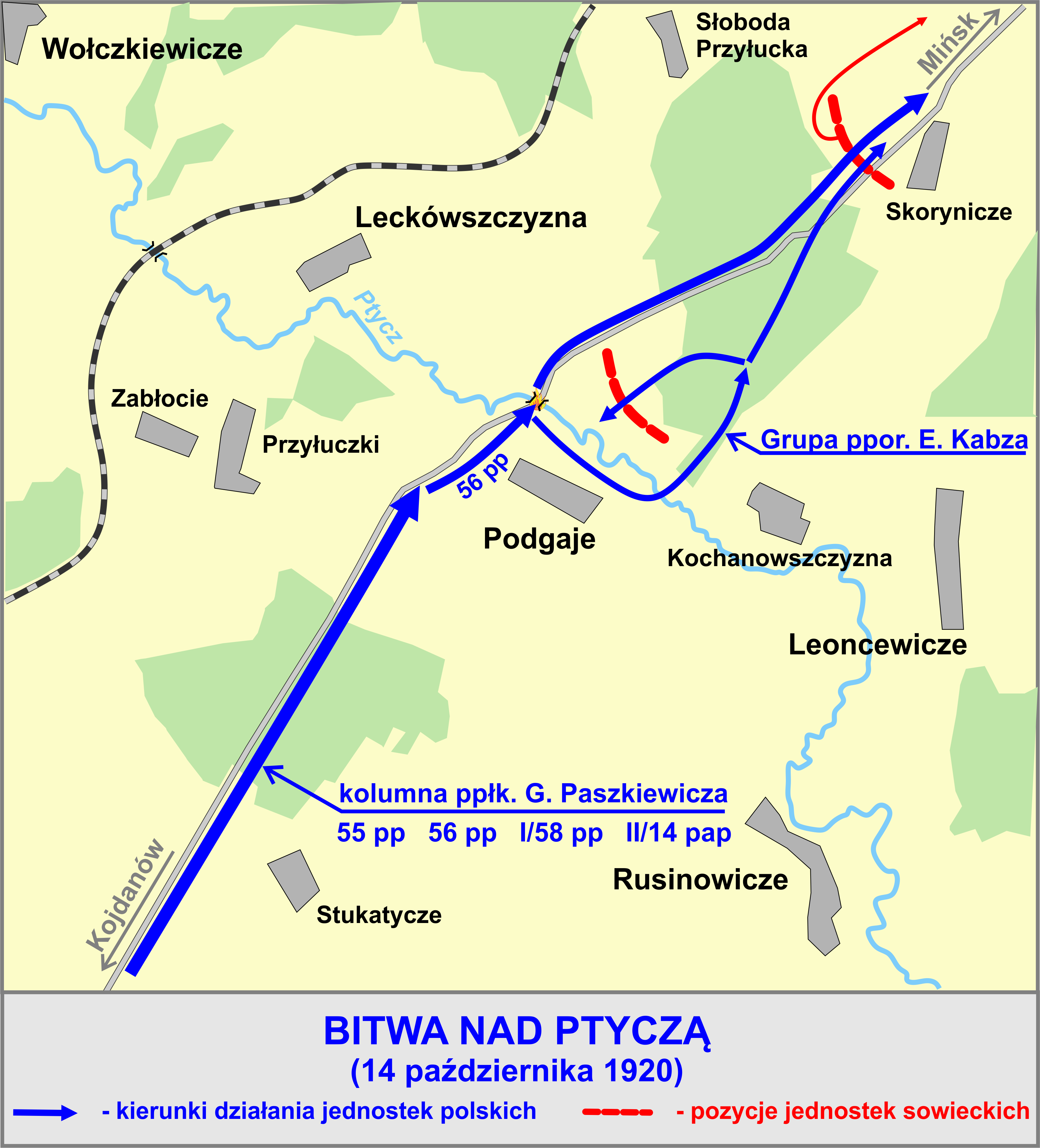
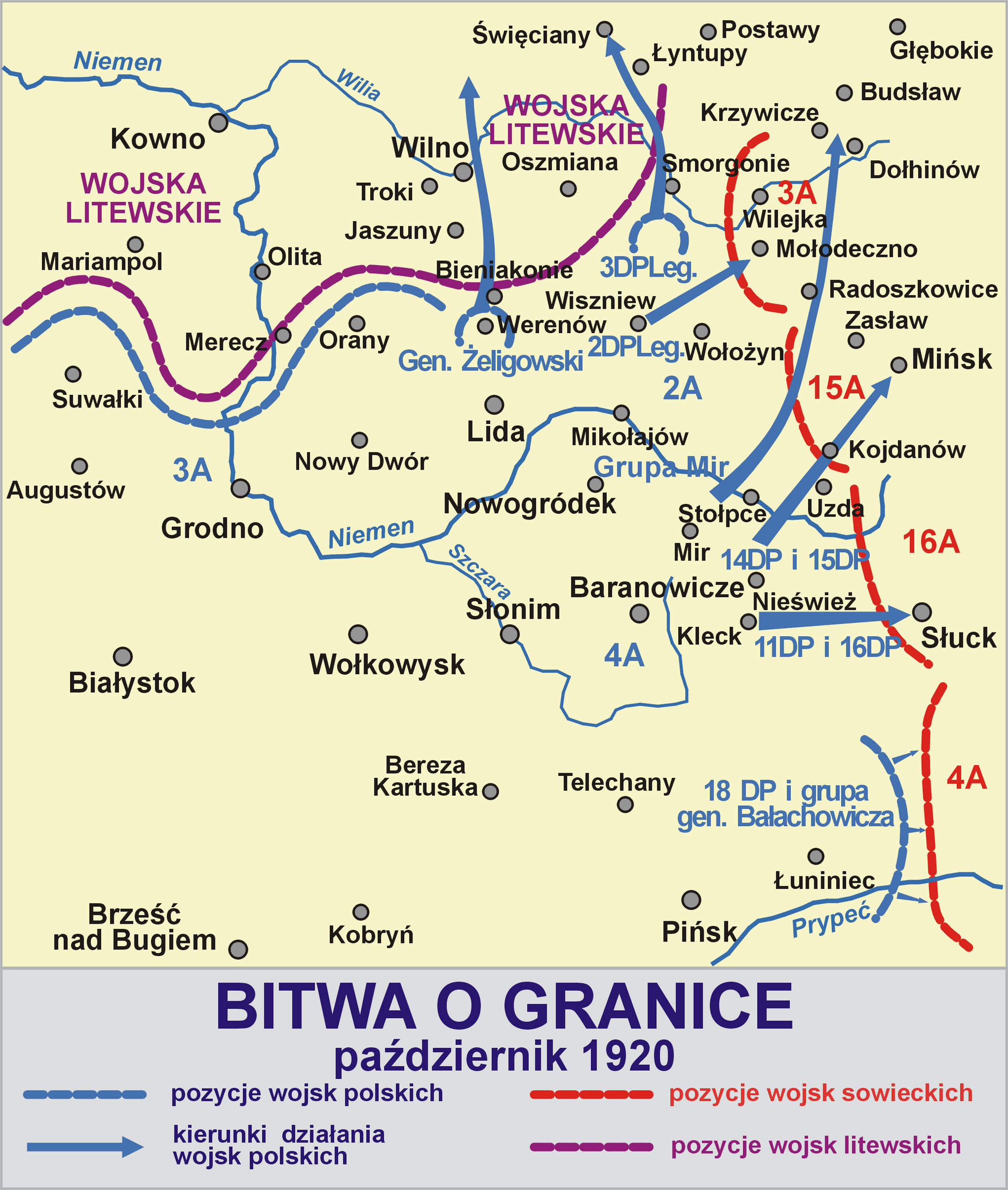

## Bilans walk
W okresie działań wojennych pułk zdobył 27 armat, 233 karabiny maszynowe, 337 koni, 9 kuchni polowych, 3 samochody pancerne, 2 osobowe, 3 ciężarowe, 1 czołg, 2 lokomotywy; wziął do niewoli 3786 jeńców. Na polu walki poległo 346 żołnierzy, w tym 8 oficerów; rannych zaginionych lub wziętych do niewoli zostało 215 żołnierzy.
7 listopada 1920 w Nieświeżu udekorowano Orderem Virtuti Militari 45 oficerów i szeregowców. Krzyżem Walecznych odznaczono 267 żołnierzy. 8 grudnia w Zelwie  marszałek Józef Piłsudski udekorował pułkowy sztandar Krzyżem Srebrnym Orderu Virtuti Militari. W 13–osobowej kapitule Orderu Virtuti Militari zasiadał żołnierz 56 pułku piechoty, dwukrotny kawaler VM  (klasy IV i V) kpr. Stanisław Jakubowicz.

### Kawalerowie Virtuti Militari
| Żołnierze pułku odznaczeni Orderem Wojskowym Virtuti Militari | Żołnierze pułku odznaczeni Orderem Wojskowym Virtuti Militari | Żołnierze pułku odznaczeni Orderem Wojskowym Virtuti Militari |
| ------------------------------------------------------------- | ------------------------------------------------------------- | ------------------------------------------------------------- |
| Krzyżem Złotym i Srebrnym                                     | kpr. Stanisław Jakubowicz                                     | kpr. Stanisław Jakubowicz                                     |
| Krzyżem Srebrnym:                                             |                                                               |                                                               |
| kpr. Aleksander Broda                                         | sierż. Franciszek Cieślik                                     | pchor. Czesław Chyżyński                                      |
| por. Kazimierz Dudziński                                      | plut. Stanisław Drygas                                        | ppor. Stanisław Fryder                                        |
| plut. Jan Frąckowiak                                          | szer. Stanisław Fabjan                                        | ppor. Tomasz Homerczyk                                        |
| plut. Jan Jarysz                                              | kpr. Józef Józefowski                                         | st. szer. Stanisław Kaczmarek                                 |
| chor. Wiktor Kaczmarek                                        | chor. Stanisław Kaczmarek                                     | ppor. Władysław Kaczmarek                                     |
| st. szer. Edmund Klemczak                                     | ppor. Adam Kowalczyk                                          | ppor. Władysław Kabsch                                        |
| ppor. Edmund Kabza                                            | ppor. Józef Kopczyński                                        | por. Franciszek Kijewski                                      |
| kpt. Czesław Konwerski                                        | szer. Władysław Krzak                                         | mjr Ludwik Łęgowski                                           |
| ppor. Wincenty Mischke                                        | sierż. Stanisław Migdałek                                     | sierż. Jan Mleczak                                            |
| st. szer. Tomasz Mazurek                                      | szer. Walenty Mitręga                                         | szer. Stefan Nowak                                            |
| kpr. Władysław Nowak                                          | sierż. Jan Oleszak                                            | plut. Stanisław Pałkowski                                     |
| plut. Stanisław Piotrowski                                    | sierż. Juliusz Rybak                                          | sierż. Kazimierz Ruchalski                                    |
| kpt. Stanisław Siuda                                          | por. Stanisław Szymendera                                     | kpr. Stanisław Stachecki                                      |
| szer. Franciszek Szubert                                      | st. szer. Marcin Uryzaj                                       | plut. Józef Tomys                                             |
| por. Stanisław Tomiak                                         | kpt. Janusz Wężyk                                             | sierż. Stanisław Wojtczak                                     |

## Pułk w okresie pokoju

### Zakwaterowanie i struktura organizacyjna
24 grudnia 1920 Pułk został załadowany na transport kolejowy i skierowany przez Warszawę do Wielkopolski: dowództwo, I i II batalion do Wrześni, a III batalion do Śremu. Następnie pułk przeszedł z organizacji wojennej na pokojową. Zorganizowany został według francuskiego wzoru trójkowego (zlikwidowano czwarte kompanie i plutony) i został skierowany do Krotoszyna. 56 pułk piechoty Wielkopolskiej wraz z 29 pułkiem Strzelców Kaniowskich (z Kalisza), 60 pułkiem piechoty Wielkopolskiej (z Ostrowa Wielkopolskiego) oraz 25 pułkiem artylerii lekkiej 22 sierpnia 1921 utworzył 25 Dywizję Piechoty w Kaliszu.

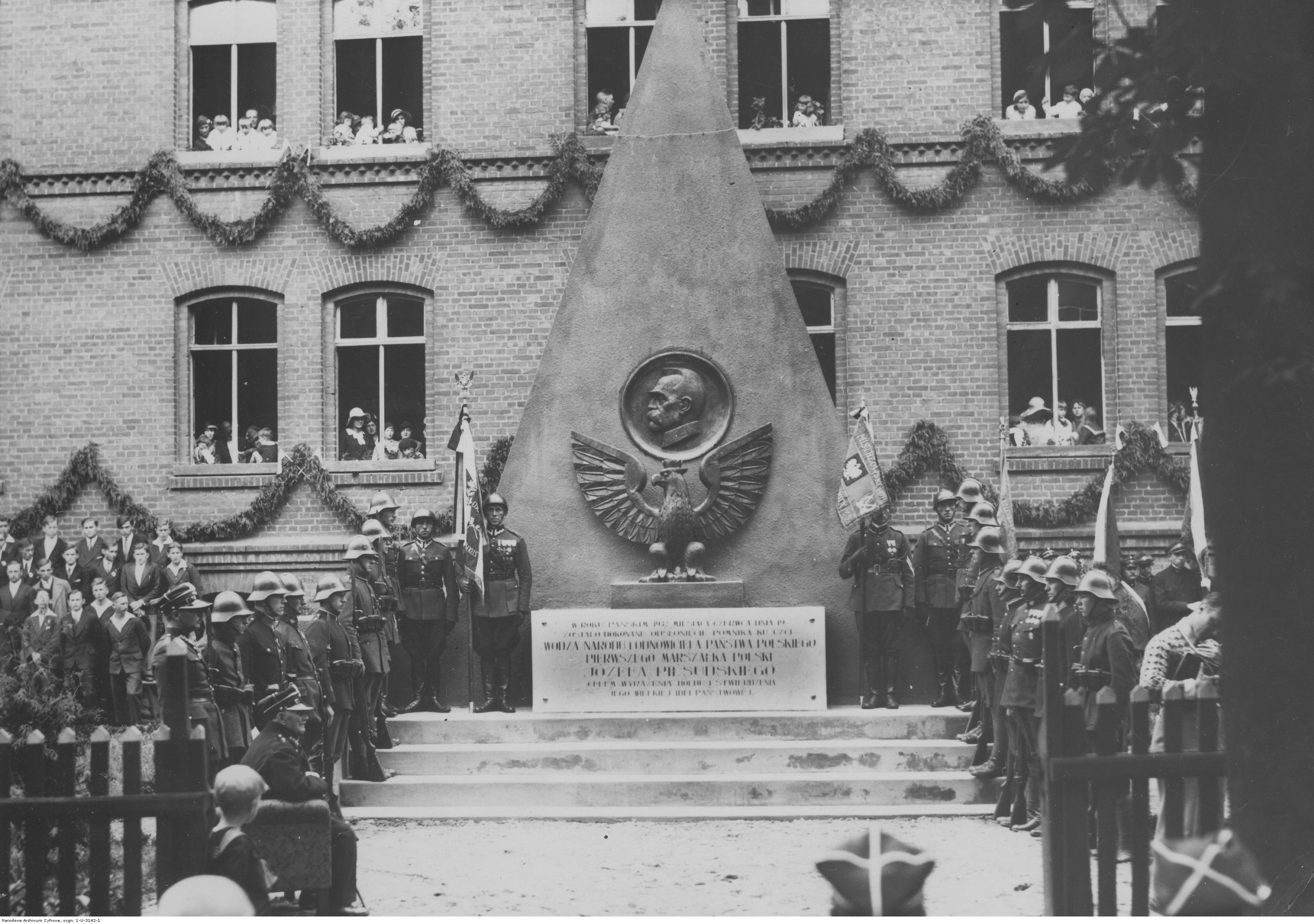
Odsłonięcie pomnika Józefa Piłsudskiego w Krotoszynie - warta honorowa przy pomniku; czerwiec 1932.

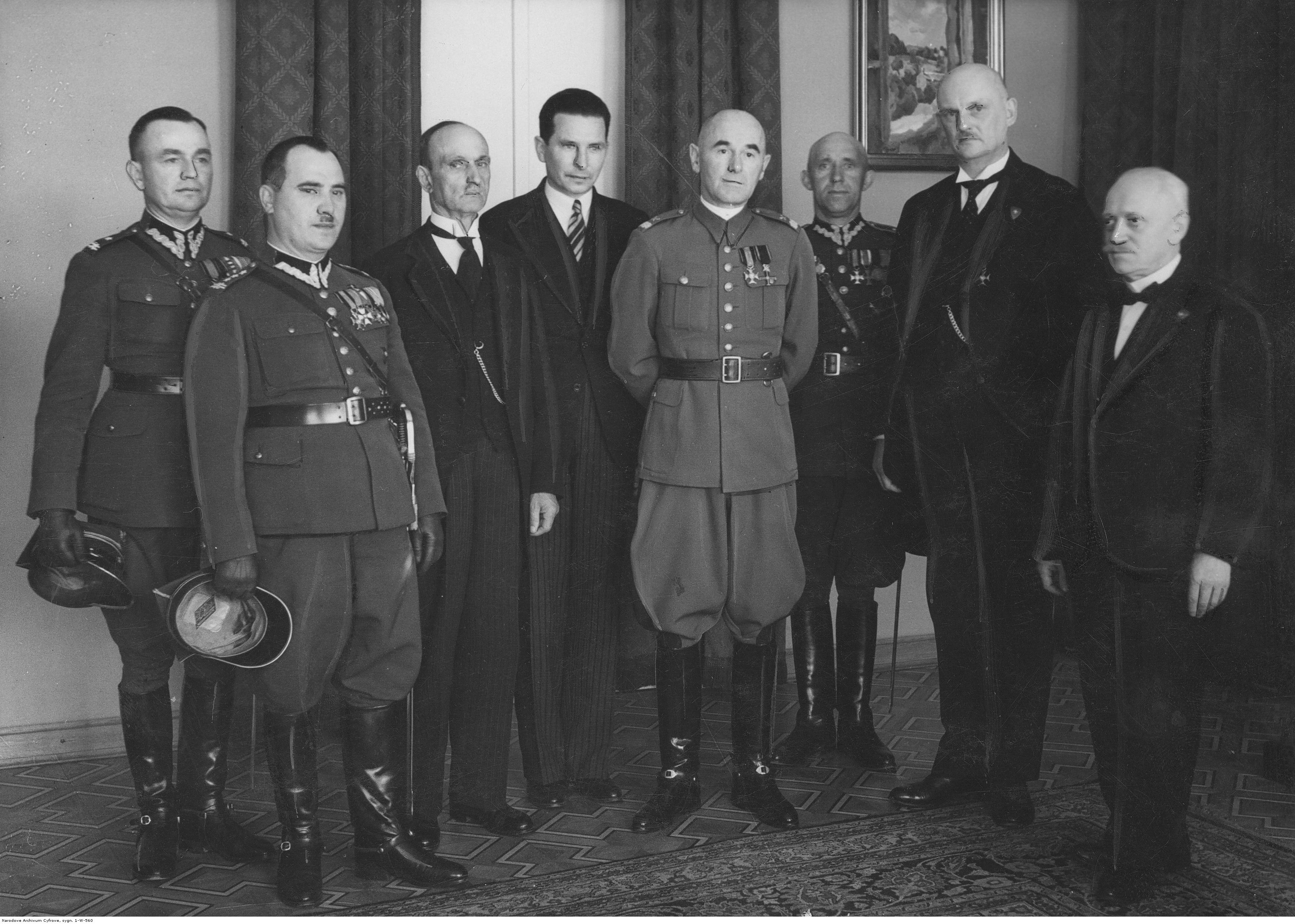
Delegacja miasta Krotoszyna i 56 pp u marszałka Edwarda Rydza-Śmigłego. Wręczenie dyplomu honorowego obywatela miasta Krotoszyna oraz odznaki pułkowej 56 pp; 9 czerwca 1937.

Według organizacji pokojowej pułku piechoty w jego skład wchodziło dowództwo, batalion sztabowy, trzy bataliony piechoty z numeracją od I do III oraz kadra batalionu zapasowego i inne pododdziały pułkowe.
W czasie swego pobytu w Krotoszynie pułk zajmował budynki znajdujące się w różnych częściach miasta. Dowództwo pułku i I batalion stacjonowały w koszarach „Kościuszki”, II i III batalion, pluton zwiadu konnego i pluton artylerii piechoty zajmowały koszary „Hallera”,  kompania gospodarcza, orkiestra pułkowa, pluton łączności, pluton pionierów i stacja gołębi pocztowych zajmowały koszary „Czerwone", a jedna z kompanii „Poklasztorne”. Kadra batalionu zapasowego została dyslokowana do Jarocina. W 1924 kadra batalionu zapasowego została przeformowana w składnicę wojenną bez zmiany miejsca stacjonowania. W 1928 ponownie występuje w składzie 56 pp, jako kadra batalionu zapasowego. Stanowisko komendanta kadry (składnicy wojennej) zajmowali kolejno: mjr piech. Stanisław Soczek (do XII 1925), kpt. piech. Józef Kokoszka (1926), mjr piech. Stanisław Jan Marek (X 1926 – VII 1929), kpt. piech. Zygmunt Nalepa (od I 1930) i kpt. piech. Ludwik Leon Proskurnicki (od VII 1935).
W maju 1927 stan pułku wynosił 9 kompanii strzeleckich (w tym  1 podoficerska, 4 starszego rocznika, 3 rekruckie i 1 rekrucka dla Korpusu Ochrony Pogranicza) oraz 3 kompanie karabinów maszynowych (2 starszego rocznika i 1 rekrucka).
Na podstawie rozkazu wykonawczego Ministerstwa Spraw Wojskowych do Departamentu Piechoty o wprowadzeniu organizacji piechoty na stopie pokojowej PS 10-50 z 1930, w Wojsku Polskim wprowadzono trzy typy pułków piechoty. 56 pułk piechoty zaliczony został do typu II pułków piechoty (tzw. wzmocnionych). W każdym roku otrzymywał około 845 rekrutów. Stan osobowy pułku wynosił 68 oficerów oraz 1900 podoficerów i szeregowców. Na czas wojny przewidywany był do pierwszego rzutu mobilizacyjnego. W okresie zimowym posiadał dwa bataliony starszego rocznika i batalion szkolny, w okresie letnim zaś trzy bataliony strzeleckie. Jego stany były wyższe od pułku „normalnego” (typ I) o ok. 400–700 żołnierzy.
19 czerwca 1937 Minister Spraw Wojskowych nadał koszarom 56 pp w Krotoszynie nazwę „Koszary imienia Generała Mariana Langiewicza”.
W ostatnich latach przed wybuchem wojny nastąpiły zmiany w organizacji i wyposażeniu pułku. W jego składzie znalazła się kompania przeciwpancerna wyposażona w dziewięć 37 mm armat. Na wyposażeniu pułku znalazły się też przydzielone kompaniom strzeleckim karabiny przeciwpancerne wz 35; kompanie karabinów maszynowych otrzymały po 2 moździerze, a kompanie strzeleckie sekcję granatników 45 mm. Utworzono również oddział zwiadu pułku.

### Działania bojowe w okresie pokoju
W okresie od listopada 1922 do kwietnia 1923 pułk pełnił służbę asystencyjną w Małopolsce Wschodniej. W okresie przewrotu majowego krotoszyniacy udali się do Warszawy aby walczyć po stronie rządowej. Złożony tylko z żołnierzy starszego rocznika (22 oficerów i 427 szeregowych) pułk wyruszył 13 maja 1926 w kierunku Warszawy. Po wielu perturbacjach udało się dotrzeć do stolicy, gdzie wraz z 68 pp i 14 pap utworzono grupę gen. Michała Żymierskiego. O małym zaangażowaniu w walki świadczy to, że straty 56 pp w czasie przewrotu majowego były minimalne (1 oficer został ranny).
Również w czasie kryzysu czechosłowackiego zaangażowany był krotoszyński pułk piechoty. Poszczególne pułki 25 DP wystawiły po jednym batalionie złożonym z żołnierzy starszego rocznika oraz rezerwistów powołanych na ćwiczenia. Krotoszyńskim pododdziałem dowodził mjr Edmund Kabza, dowódcą 1 kompanii był kpt. Jan Błyskosz, 2. kpt. Mieczysław Szadkowski, 3. por. Władysław Kwarciany, a dowódcą kompanii karabinów maszynowych por. Władysław Przybyszewski. Dowództwo nad zbiorczym pułkiem 25 DP objął dowódca 56 pp płk Wojciech Jan Tyczyński. 28 września 1938 pułk odjechał na Śląsk. Początkowo przebywał w Milówku i Jaworzynce, a po przekroczeniu granicy przez kilka tygodni w Jabłonkowie. Następnie został wycofany z Zaolzia do Istebnej i Rajczy, a potem do Myta i Zwardonia. W końcu listopada brał udział w zajęciu Czadcy. Po wykonaniu zadania, przed Bożym Narodzeniem, wrócono do macierzystych koszar.

### Działalność kulturalna w pułku
W garnizonie pułk utrzymywał szerokie kontakty ze społeczeństwem miasta i powiatu. Wojsko pomagało w budowie stadionu sportowego, zajmowało się organizowaniem strzeleckich zawodów sportowych, a kadra zawodowa przekazywała przeczytane czasopisma mieszkańcom okolicznych wsi.
3 maja 1919 generał piechoty Józef Dowbor–Muśnicki rozkazem dziennym nr 119 zatwierdził dzień 8 maja (św. Stanisława) świętem pułkowym dla 2 pułku Strzelców Wielkopolskich. W 1927 przeniesiono je na 17 września, na pamiątkę zwycięskiego boju pod Berezą i Bosiaczem, a po raz kolejny w 1936 zmieniono na 3 czerwca, na pamiątkę wypadu na Stołpiszcze.
Uroczystości święta pułkowego obchodzone w 1937 tak relacjonowała ówczesna prasa: Podczas uroczystości rozpoczęcia święta pułkowego 2 czerwca odprawiono mszę żałobną, odbył się apel poległych i złożono wieńce przed pomnikiem na cmentarzu. Drugi dzień święta rozpoczął się o godz. 10.00 przeglądem wojska przyjętym przez. gen. Edmunda Knoll-Kownackiego, dowódcę DOK VII. Po mszy św. nastąpiło wręczenie odznak pułkowych. Odznaki otrzymali oprócz gen. Knoll-Kownackiego i płk. Franciszka Altera, dowódcy 25 Dywizji, m.in. inż. Edmund Krótki oraz panie z „Rodziny Wojskowej" - Maria Kabzowa i Władysława Kabacińska. Kolejnym punktem programu było zaprzysiężenie rekrutów, defilada wojska, a o godz. 13.00 nastąpiło uroczyste poświęcenie i otwarcie nowego gmachu Domu Żołnierza im. marszałka Edwarda Śmigłego-Rydza w koszarach „Kościuszki”. Uroczystość zakończył wspólny obiad, a wieczorem odbyły się bal i zabawy.
W 1938 odbyła się przysięga wojskowa z udziałem rodzin i zaproszonych gości. Rekrutów katolików i grekokatolików zaprzysiągł ks. Stefan Ogrodowski, a ewangelików i Żydów kpt. Józef Kapała. Po wręczeniu odznak pułkowych dowódca pułku przyjął defiladę wojskową przed pomnikiem marszałka Józefa Piłsudskiego. Uroczystość zakończył obiad żołnierski w koszarach „Hallera”.
Organizowano też wiele imprez o charakterze proobronnym. Były to między innymi zawody strzeleckie w „Brzozowym lesie” i zabawy w Leśniczówce Miejskiej. Zbierano tam pieniądze przeznaczane na Fundusz Obrony Narodowej. Ofiarodawcami byli: pracownicy cegielni (1117 zł), robotnicy rolni z Górczek (110 zł), urzędnicy i robotnicy dóbr Baszków (875,36 zł). Inną formą pomocy było przekazanie pułkowi ciężkiego karabinu maszynowego, ufundowanego przez pracowników Bacon Factory i mieszkańców Baszkowa, oraz karabinów ufundowanych przez pracowników fabryki konserw w Pudliszkach.
Znaczący wkład w rozwój kultury muzycznej wnosiła zorganizowana w Grodzisku na mocy rozkazu Dowództwa Głównego 24 marca 1919 orkiestra pułkowa. Jej pierwszym kapelmistrzem był Ochla.
Obok orkiestry działał w Krotoszynie przy 56 pp również chór żołnierski, prowadzony przez kapelmistrza Władysława Sadowskiego oraz teatr garnizonowy. Teatr powstał w styczniu 1936, a już 1 marca wystawił pierwszy spektakl – komedię „Czar munduru”. Prezesem zarządu teatru i chóru był mjr. dypl. Aleksander Ruchaj-Taczanowski, reżyserami por. Kantorowicz i Walerian Łania.
| Obsada personalna pułku w marcu 1939            | Obsada personalna pułku w marcu 1939              | Obsada personalna pułku w marcu 1939 |
| Stanowisko etatowe                              | Stopień, imię i nazwisko                          | Przydział we wrześniu 1939           |
| dowództwo                                       | dowództwo                                         | dowództwo                            |
| ----------------------------------------------- | ------------------------------------------------- | ------------------------------------ |
| dowódca pułku                                   | płk piech. Wojciech Tyczyński (ranny 18 IX)       | dowódca pułku                        |
| I zastępca dowódcy pułku                        | ppłk dypl. piech. Stanisław III Małek             | Kwatera Główna Armii „Poznań”        |
| adiutant                                        | kpt. piech. Władysław Kłonica                     | I adiutant                           |
| starszy lekarz                                  | kpt. lek. dr Michał Wołosianka                    |                                      |
| młodszy lekarz                                  | por. lek. dr Mieczysław Łoziński                  |                                      |
| II zastępca dowódcy pułku (kwatermistrz)        | mjr piech. Czesław Lewin-Lewiński                 | Ośrodek Zapasowy 25 DP               |
| oficer mobilizacyjny                            | kpt. adm. (piech.) Adolf Stanisław Szymański      |                                      |
| zastępca oficera mobilizacyjnego                | kpt. piech. Józef Kapała                          | Ośrodek Zapasowy 25 DP               |
| oficer administracyjno-materiałowy              | kpt. piech. Tadeusz Edmund Gadulski               | kwatermistrz                         |
| oficer gospodarczy                              | kpt. int. Jan Piekarski                           |                                      |
| oficer żywnościowy                              | chor. Jan Kabaciński                              | oficer żywnościowy                   |
| dowódca kompanii gospodarczej i oficer taborowy | kpt. tab. Stanisław Roszyk                        |                                      |
| kapelmistrz                                     | ppor. kplm. Hipolit Wołoszanowski                 |                                      |
| I batalion                                      |                                                   |                                      |
| dowódca batalionu                               | mjr piech. Edmund Kabza                           |                                      |
| dowódca 1 kompanii                              | kpt. piech. Wilhelm Przelaskowski                 |                                      |
| dowódca plutonu                                 | por. piech. Władysław Kwarciany                   |                                      |
| dowódca plutonu                                 | por. piech. Prokop Wesołowski                     |                                      |
| dowódca plutonu                                 | ppor. piech. Władysław Florian Bartosiewicz       |                                      |
| dowódca 2 kompanii                              | por. piech. Stanisław Kijewski                    |                                      |
| dowódca plutonu                                 | por. piech. Tadeusz Wojciech Włodyka              | dowódca kompanii gospodarczej        |
| dowódca 3 kompanii                              | kpt. piech. Włodzimierz Leman                     | dowódca 2/3 pp KOP                   |
| dowódca plutonu                                 | por. piech. Stefan Lebelt                         |                                      |
| dowódca plutonu                                 | por. piech. Henryk Pawlak                         |                                      |
| dowódca 1 kompanii karabinów maszynowych        | kpt. piech. Marian Jan Mendelowski                | dowódca kompanii ppanc.              |
| dowódca plutonu                                 | por. piech. Władysław Przybyszewski               |                                      |
| dowódca plutonu                                 | ppor. piech. Jan Karol Ernest Jaworski            |                                      |
| II batalion                                     |                                                   |                                      |
| dowódca batalionu                               | mjr piech. Michał Augustyn Chrupek                | dowódca II batalionu                 |
| dowódca 4 kompanii                              | por. piech. Zygmunt Szadkowski                    | dowódca kompanii zwiadowców          |
| dowódca plutonu                                 | ppor. piech. Wiktor Stanisław Streb               |                                      |
| dowódca 5 kompanii                              | kpt. piech. Jarosław Bohdan Poterejko             |                                      |
| dowódca plutonu                                 | ppor. piech. Edmund Marian Andrzejewski           |                                      |
| dowódca plutonu                                 | ppor. piech. Feliks Hieronim Mańkowski            |                                      |
| dowódca 6 kompanii                              | kpt. piech. Tomasz Lisiewicz                      |                                      |
| dowódca plutonu                                 | ppor. piech. Tadeusz Polus                        |                                      |
| dowódca plutonu                                 | ppor. piech. Jan Franciszek Klemschak             |                                      |
| dowódca 2 kompanii karabinów maszynowych        | kpt. piech. Mieczysław Szadkowski                 | oficer łączności                     |
| dowódca plutonu                                 | por. piech. mgr Alfred Franciszek Robert Mularski |                                      |
| III batalion                                    |                                                   |                                      |
| dowódca batalionu                               | mjr piech. Władysław Maciej Grochola              | dowódca III batalionu                |
| dowódca 7 kompanii                              | kpt. piech. Jan Błyskosz                          | dowódca I batalionu                  |
| dowódca plutonu                                 | por. piech. Zenon Eustachiusz Dziubek             | dowódca 3 kompanii km                |
| dowódca plutonu                                 | ppor. piech. Mieczysław Jan Marian Mańkowski      | oficer informacyjny                  |
| dowódca plutonu                                 | ppor. piech. Karol Wilhelm Schröder               | dowódca plutonu 9 kompanii           |
| dowódca 8 kompanii                              | kpt. piech. Jerzy Lisowski                        |                                      |
| dowódca plutonu                                 | por. piech. Feliks Bendyk                         |                                      |
| dowódca plutonu                                 | por. piech. Antoni Julian Grellus                 |                                      |
| dowódca 9 kompanii                              | kpt. piech. Antoni Krupa                          |                                      |
| dowódca plutonu                                 | ppor. piech. Władysław Orlik                      |                                      |
| dowódca 3 kompanii karabinów maszynowych        | kpt. piech. Tadeusz Władysław Smarzewski          |                                      |
| dowódca plutonu                                 | por. piech. Tadeusz Marian Pacuła                 |                                      |
| dowódca plutonu                                 | ppor. piech. Henryk Bartoszewicz                  |                                      |
| pododdziały specjalne                           |                                                   |                                      |
| dowódca plutonu łączności                       | por. piech. Marian Tadeusz Kuna                   |                                      |
| dowódca plutonu pionierów                       | por. piech. Tadeusz Tarnawski                     | dowódca 4 kompanii                   |
| dowódca plutonu artylerii piechoty              | por. art. Teodor Chilkowicz                       | dowódca plutonu artylerii piechoty   |
| dowódca plutonu przeciwpancernego               | ppor. piech. Adam Gołębiowski                     | dowódca I plutonu kompanii ppanc.    |
| dowódca oddziału zwiadu                         | por. piech. Józef Batkiewicz                      |                                      |
| odkomenderowani                                 |                                                   |                                      |
| na kursie                                       | kpt. piech. Eugeniusz Schauer                     |                                      |
| Dyw. Kurs Pchor. Rez. 25 DP przy 29 pp          | por. piech. Józef Bronisław Siemiątkowski         |                                      |

## 56 pp w kampanii wrześniowej

### Mobilizacja
W czerwcu 1939 pułk został wzmocniony przez sukcesywne powoływanie rezerwistów na ćwiczenia.

24 sierpnia o godz. 8.00  w 56 pp rozpoczęto mobilizację alarmową w grupie niebieskiej w garnizonie Krotoszyn w czasie od A+18 do A+36 do etatów wojennych pułku. Dodatkowo w czasie A+36 zmobilizowano dywizyjną kompanię kolarzy nr 73. Mobilizacja personalna przebiegła bez zakłóceń, trudności wystąpiły przy mobilizacji koni i wozów, gdyż dostarczano konie nieodpowiednie, a wozy w złym stanie technicznym. Dodatkowo 56 pp mobilizował pod względem materiałowym batalion ON „Krotoszyn”. 

### Działania bojowe
W dniu 31 sierpnia 1939 56 pułk piechoty zajął ugrupowanie bojowe mając w I rzucie obrony, opartym na umocnieniach drewniano-ziemnych o betonowych stropach, I batalion kpt. Jana Błyskosza i broniący terenów leśnych i stacji kolejowej batalion ON „Krotoszyn” kpt. Adolfa Jusofa, a na lewym południowym skrzydle 73 dywizyjną kompanię kolarzy por. Antoniego Grellusa. Na przedpolu pozycji obronnych dozorowała Straż Graniczna komisarza Jana Kapuścińskiego z plutonem wzmocnienia. Wsparcie artyleryjskie zapewniał przybyły 31 sierpnia pociąg pancerny nr 12 „Poznańczyk”. Odwód dowódcy pułku stanowiły II i III batalion pułku ugrupowane we wsiach i lasach za Krotoszynem.

#### Walki graniczne
Wojna polsko-niemiecka dla 56 pułku piechoty Wielkopolskiej pod dowództwem płk. Wojciecha Tyczyńskiego rozpoczęła się 1 września 1939 wraz z przekroczeniem o godzinie 4:00 rano granicy państwowej przez 183 pułk landwehry na odcinku: Bestwin (Rayman) – Zduny (Pawlak) – Chachalnia (Łukowiak) – Sulmierzyce (Kubicki) – Uciechów (Cichoń). Próby przełamania dobrze zorganizowanej obrony i zdobycie Krotoszyna przez wojska niemieckie w pierwszym dniu wojny się nie powiodły. W wyniku ogólnie niekorzystnej sytuacji militarnej w Wielkopolsce 56 pułk piechoty, działając w systemie obrony 25 Dywizji Piechoty gen. Franciszka Altera, musiał opuścić pozycje obronne pod Krotoszynem. Następnego dnia pododdziały tego pułku wraz z dowódcą zajęły pozycje nad rzeką Prosną, wzmacniając ugrupowanie obronne Armii Poznań gen. Tadeusza Kutrzeby.
Nocą z 3/4 września 56 pp wraz z II dywizjonem 25 pal na rozkaz dowódcy dywizji rozpoczął marsz w rejon przedmościa "Koło". W trakcie marszu pluton zwiadu konnego ujął 30 dywersantów. 5 września pułk podjął przygotowania do akcji zaczepnej w kierunku na Dobrą i Uniejów na korzyść Armii „Łódź”.

#### Udział w bitwie nad Bzurą
Od 6 do 8 września 56 pułk piechoty wykonał trzy marsze nocno-dzienne docierając na północ od Łęczycy. 9 września po 15 km marszu pułk krotoszyński ugrupował się na północnym brzegu rzeki Bzury, w oparciu o wsie Dobrogosty, Kozuby i Gawronki, z I i III batalionem w pierwszym rzucie i II batalionem w odwodzie, ze wsparciem II dywizjonu 25 pal. 9 września o godz.14.00 natarcie podjął I batalion forsując Bzurę i w walce dochodząc pod miejscowość Tum, a o godz.18.00 ze wsparciem własnej artylerii główne siły pułku. I batalion zajął wschodnią część Tumu i odparł niemieckie kontrataki z rejonu Łęczycy. III batalion sforsował w bród Bzurę i zaległ w ogniu niemieckiej obrony, ale przy wsparciu I batalionu i ciemnościach zapadającej nocy przełamał obronę niemieckiego 46 pp i wspólnie z I batalionem opanował wieś Kwiatkówek i pozostałą część Tumu. Wprowadzona do walki czołowa 4 kompania II batalionu uchwyciła w walce skraj Łęczycy. W wyniku boju pułk wziął do niewoli kilkudziesięciu jeńców, w tym 8 oficerów i lekarza, zdobyto 10 ciężarówek z zaopatrzeniem, dużo broni indywidualnej i zespołowej (ckm, moździerze).
10 września po walkach nocnych pułk odpoczywał i oczekiwał pół doby na dalsze rozkazy. Po nadejściu rozkazów w godzinach popołudniowych pierwszorzutowe III i II batalion zdobyły wieś Mętlew wraz z folwarkiem oraz Leśmierz, gdzie szczególnie zacięty bój stoczył II batalion o cukrownię. Wieczorem na osiągniętych pozycjach pułk odparł kontratak piechoty niemieckiej wspartej czołgami; armaty ppanc. zniszczyły czołg i opancerzony wóz dowodzenia. W pościgu za cofającym się wrogiem III batalion opanował Czerchów, lecz na rozkaz dowódcy dywizji został wycofany z tej miejscowości. 11 września pod ostrzałem artylerii niemieckiej pułk pierwszorzutowymi batalionami przeszedł do pościgu, opanował Czerchów, gdzie został ostrzelany przez artylerię niemiecką i polską z 17 Dywizji Piechoty. Straty pułku tego dnia to 2 oficerów i ok. 60 szeregowych zabitych i rannych. W nocy 11/12 września ze składu pułku odszedł III batalion wysłany wraz z batalionem II/60 pułku piechoty i dwoma bateriami artylerii z 25 pułku artylerii lekkiej jako oddział wydzielony mjr Grocholi do obrony Łęczycy. Od rana 12 września 56 pp prowadził dalsze natarcie, wypierając II batalionem oddziały niemieckie z lasu na południe od Czerchowa, a I batalionem zdobywając Ogród Miasto Sokolniki. W trakcie natarcia I batalion został ostrzelany powtórnie przez własną artylerię z 17 DP, w wyniku czego poniósł duże straty - 6 zabitych i wielu rannych. II batalion w godzinach popołudniowych w walkach opanował Maszkowo, a pododdziały czołowe dotarły do Ozorkowa. W nocy dalsze natarcie pułku jak i całej dywizji zostało zatrzymane, pułk w tej fazie bitwy poniósł straty sięgające 3 oficerów i 98 szeregowych zabitych, rannych 8 oficerów i 20 szeregowych, zaginionych ok. 150 żołnierzy. Nieprzyjaciel stracił 160 zabitych i rannych, a 150 wzięto do niewoli. W nocy 12/13 września 56 pp wraz z całą 25 DP rozpoczął odwrót na północny brzeg rzeki Bzury, przekroczył ją w rejonie miejscowości Zagaj, przechodząc na odpoczynek w pobliżu wsi Ględzianów. III batalion, który stanowił straż tylną dywizji, opuścił Łęczycę i dotarł do wsi Zagaj utrzymując przyczółek. Następny marsz pułk odbył do rejonu wsi Beldno. 14 września pułk krotoszyński przemaszerował w rejon wsi Kochanków, po czym 15 września przegrupował się w ugrupowanie bojowe, podjął marsz ubezpieczony na wschód, poruszając się po osi dwór Giżyce, dwór Ruszki i nad ranem 16 września zajął rejon Adamowej Góry. I batalion zajął wsie i przyległe przedmioty terenowe w rejonie Gawłów-Łubianka do Helenki, II batalion od Karwowa po wieś Helenka, III batalion z częścią pododdziałów pułkowych zachodnią część Adamowej Góry, a II/25 pal rozwinął stanowiska ogniowe w rejonie wsi Altanka, dowódca pułku i plutony specjalne pułkowe w folwarku Skule.
„Dzień chwały” pułku przypada na 16 września, kiedy to pod Adamową Górą w walkach z 4 DPanc. zniszczono 32 czołgi. O godz. 8.00 na pozycje I i II batalionu uderzyła niemiecka piechota wraz z czołgami, z części przedmiotów terenowych bataliony zmuszone były się wycofać, jednak nie opuściły całości stanowisk obrony niszcząc 2-3 czołgi. O godz. 11.00 nieprzyjaciel uderzył z kolei na III batalion w Adamowej Górze i następnie ponowił natarcie z użyciem dużej ilości czołgów godzinę później. Część batalionu została wyparta z Adamowej Góry i zajęła nowe stanowiska w folwarku Skule. W poszczególnych falach natarcia naliczono ok. 80 czołgów niemieckich z piechotą. Odparto natarcie niemieckiej broni pancernej przy pomocy ognia kompanii ppanc. pułku i strzelców z kb ppanc., unieruchomiono 27 czołgów. Straty 56 pp w tym boju to kilkudziesięciu poległych i rannych. Na rozkaz dowódcy pułku wzmocniona 3 kompania strzelecka uchwyciła przyczółek na wschodnim brzegu Bzury; nieprzyjaciel wycofał się i nękał pułk ogniem artylerii.
Na rozkaz dowódcy Armii „Poznań” 56 pułk piechoty wraz z macierzystą 25 DP wykonał nocny marsz w rejon Brochowa, lecz ze względu na zatłoczenie przeprawy przez Bzurę przemieścił się do Witkowic. Pułkowy pluton pionierów wykonał przeprawę przez Bzurę; pułk w trakcie oczekiwania na nią od świtu 17 września był poddany nieustannym bombardowaniom przez lotnictwo wroga. W międzyczasie III batalion przeprawił się przez rzekę i uchwycił przyczółek na wschodnim brzegu, lecz na rozkaz dowódcy PD płk dypl. Juliana Skokowskiego zwinął przyczółek i odmaszerował do Puszczy Kampinoskiej. Nieprzyjaciel natychmiast zajął wschodni brzeg i zamknął przeprawę 2 kompaniami piechoty. Nocą 17/18 września dowódca pułku płk Wojciech Tyczyński pozostałymi siłami pułku krotoszyńskiego rozbił pododdziały wroga na wschodnim brzegu Bzury i otworzył sobie drogę oraz innym oddziałom do Puszczy Kampinoskiej.

#### Walki w Puszczy Kampinoskiej
Przez Puszczę Kampinoską 56 pp przebijał się dwoma kolumnami osobno, III batalion przez Starą Dąbrowę, Palmiry, Sieraków, a kolumna główna przez Tułowice, Kazuń Cybulice. W trakcie walk w puszczy poległo wielu żołnierzy, duża ilość odniosła rany, w tym ciężko płk Wojciech Tyczyński i mjr Michał Chrupek. 19 września w Sadowej nastąpiła koncentracja pułku, gdzie dołączyła część III batalionu. 20 września pułk zajął obronę w Burakowie, dołączyła pozostała część III batalionu. 20 i 21 września odpierał natarcia wojsk niemieckich z kierunku Palmir, III batalion bronił Młocin. Nieprzyjaciel zajął folwark Młociny odcinając pułkom 25 DP możliwość dotarcia do Warszawy. Nocą 21/22 września III batalion pułku krotoszyńskiego atakiem na bagnety odrzucił pododdziały wroga otwierając drogę do Warszawy, rano całość pułku dotarła do Lasku Bielańskiego zajmując obronę i porządkując szeregi. W trakcie przebijania się do Warszawy pododdziałów pułku poległo i rannych zostało wielu żołnierzy, w tym dowódca I batalionu; niektórzy dostali się do niewoli.

#### W obronie Warszawy
Nocą 22/23 września pułk został dyslokowany do Śródmieścia Warszawy, gdzie został zreorganizowany; rozwiązano II batalion, natomiast pozostałe zostały uzupełnione przybyłymi żołnierzami 17 DP. 25 września pułk był bombardowany, poległo 5 żołnierzy, a wielu zostało rannych. Wieczorem pułk został przesunięty do dyspozycji dowódcy pododcinka na Ochocie na stanowiska przed fortem Szczęśliwice i fortem Mokotowskim. Zadaniem wyznaczonych do przeciwnatarcia I batalionu i 9 kompanii strzeleckiej było zajęcie Włoch i Szczęśliwic, w tym fortu. Nocne natarcie I batalionu zostało zatrzymane na obronnych liniach niemieckich, natomiast 9 kompania wdarła się do fortu i go częściowo zdobyła, lecz nie uzyskawszy pomocy i z uwagi na brak amunicji została w większości wybita lub dostała się do niewoli. Tego dnia wszedł do linii III batalion mjr. Władysława Grochali, w miejsce batalionu II/40 pp. W dniu 26 i 27 września pododdziały 56 pp wraz z innymi oddziałami odpierały natarcia oddziałów niemieckich na odcinku pułku płk. Wojciecha Tyczyńskiego. Nocą 27/28 września, z uwagi na zawieszenie broni, pułk odszedł na kwatery przy ul. Złotej. 29 września złożył broń i następnego dnia poszedł do niewoli ul. Wolską. Straty pułku to 17 oficerów i 700 szeregowych poległych; 1200 żołnierzy zostało rannych i chorych, a 200 było zaginionych.         

#### Batalion marszowy 56 pp
Zmobilizowany w Kadrze Zapasowej Piechoty „Konin” w Jarocinie w ramach mobilizacji alarmowej batalion marszowy 56 pp, wraz z uzupełnieniem marszowym 73 kompanii kolarzy, udał się w kierunku Warszawy i w dniu 11 września został zatrzymany do obrony Modlina. Brał udział w obronie Modlina, aż do dnia kapitulacji.

### Oddział Zbierania Nadwyżek 56 pp
W trzeciej dekadzie sierpnia 1939, po przeprowadzeniu mobilizacji niejawnej, Oddział Zbierania Nadwyżek liczący około 1500 żołnierzy pod dowództwem mjr. Czesława Lewin-Lewińskiego wyjechał do Ośrodka Zapasowego 25 Dywizji Piechoty w Kaliszu. Z nadwyżek 56 pp w OZ 25 DP sformowano II batalion w całości, a pozostałych wcielono do IV (oddz. specjalne) i V (szkoła podoficerska) batalionów ośrodka. 1 września OZN 56 pp odjechał transportem kolejowym do Kielc wraz z OZ 25 DP. 4 września OZ 25 DP, po wydzieleniu części żołnierzy dla formowanego III/154 pp rez., został ewakuowany na wschód będąc po drodze bombardowany. 11 września dotarł do Zamościa. Następnie marszem pieszym 15 września dotarł do Zborowa, 16 września do Ottyni. 17 września doszedł do Łanczyn-Sadzawka na teren Okręgu Korpusu Nr VI. Część przedarła się do granicy z Rumunią i Węgrami, reszta kadry 56 pp dostała się do sowieckiej niewoli. Podobny los spotkał grupę z OZ 25 DP wyładowaną w Radomiu, która 8 września udała się pieszo na wschód, docierając 15 września do miejscowości Kopiczyńce (ok. 200 żołnierzy), gdzie 17 września również trafiła do niewoli sowieckiej.
| Struktura organizacyjna i obsada personalna we wrześniu 1939 | Struktura organizacyjna i obsada personalna we wrześniu 1939 | Struktura organizacyjna i obsada personalna we wrześniu 1939 |
| Stanowisko                                                   | Stopień, imię i nazwisko                                     | Uwagi                                                        |
| Dowództwo                                                    | Dowództwo                                                    | Dowództwo                                                    |
| ------------------------------------------------------------ | ------------------------------------------------------------ | ------------------------------------------------------------ |
| dowódca pułku                                                | płk piech. Wojciech Tyczyński                                | 18 IX 1939 ranny                                             |
| I adiutant                                                   | kpt. Władysław Kłonica                                       | VM, niewola niemiecka, †30 I 1979                            |
| II adiutant                                                  | por. rez. Lech Neyman                                        |                                                              |
| oficer informacyjny                                          | ppor. Mieczysław Jan Marian Mańkowski                        | VM, †7 IX 1939 Uniejów                                       |
| oficer łączności                                             | kpt. Mieczysław Szadkowski                                   | VM, †7 IX 1939 Uniejów                                       |
| kwatermistrz                                                 | kpt. Tadeusz Gadulski                                        |                                                              |
| oficer płatnik                                               | ppor. rez. Jan Marian Obszarny                               | †16 IX 1939 Żychlin                                          |
| oficer żywnościowy                                           | chor. Jan Kabaciński                                         |                                                              |
| naczelny lekarz                                              | kpt. lek. dr Jan Sojka                                       | VM, 24 IX 1939 kontuzjowany                                  |
| kapelan                                                      | kpl. ks. Teodor Nogala                                       |                                                              |
| kapelmistrz                                                  | ppor. kplm. Hipolit Wołoszanowski                            |                                                              |
| dowódca kompanii gospodarczej                                | por. Tadeusz Wojciech Włodyka                                | niemiecka niewola                                            |
| I batalion                                                   |                                                              |                                                              |
| dowódca I batalionu                                          | mjr Edmund Kabza                                             | chory przy dowództwie pułku                                  |
| dowódca I batalionu                                          | p.o. kpt. Jan Błyskosz                                       | VM, ranny 21 IX 1939 pod Młocinami                           |
| adiutant batalionu                                           | por. Zdzisław Skolik                                         |                                                              |
| dowódca plutonu łączności                                    | ppor. Kazimierz Bartelski                                    |                                                              |
| oficer płatnik (gospodarczy)                                 | ppor. Marian Mańkowski                                       |                                                              |
| oficer żywnościowy                                           | ppor. Lenartowicz                                            |                                                              |
| lekarz batalionu                                             | ppor. lek. Władysław Klemczak                                |                                                              |
| dowódca 1 kompanii strzeleckiej                              | kpt. Wilhelm Przelaskowski                                   |                                                              |
| dowódca I plutonu                                            | por. Kazimierz Paczkowski                                    |                                                              |
| dowódca II plutonu                                           | ppor. Walerian Kaczorek                                      |                                                              |
| dowódca III plutonu                                          | ppor. Kazimierz Pawlak                                       |                                                              |
| dowódca 2 kompanii strzeleckiej                              | por. Stanisław Kijewski                                      | 10 IX 1939 ranny                                             |
| dowódca I plutonu                                            | ppor. Tadeusz Polus                                          |                                                              |
| dowódca II plutonu                                           | ppor. Alojzy Szymoniuk                                       |                                                              |
| dowódca III plutonu                                          | ppor. Władysław Frąckowiak                                   |                                                              |
| dowódca 3 kompanii strzeleckiej                              | por. Władysław Udziela                                       |                                                              |
| dowódca I plutonu                                            | por. Jan Wyka                                                |                                                              |
| dowódca II plutonu                                           | ppor. Paterek                                                |                                                              |
| dowódca III plutonu                                          | ppor. Marian Orlik                                           |                                                              |
| dowódca 1 kompanii km                                        | por. Władysław Przybyszewski                                 |                                                              |
| dowódca I plutonu                                            | ppor. Edward Styza                                           |                                                              |
| dowódca II plutonu                                           | ppor. Frydrych                                               |                                                              |
| dowódca III plutonu                                          | pchor. Kaczmarek                                             |                                                              |
| dowódca IV plutonu (taczanki)                                | ppor. Tadeusz Gałkowski                                      |                                                              |
| dowódca plutonu moździerzy                                   | por. Prokop Wesołowski                                       |                                                              |
| II batalion                                                  |                                                              |                                                              |
| dowódca II batalionu                                         | mjr piech. Michał Chrupek                                    | VM, 17 lub 18 IX 1939 ranny                                  |
| adiutant batalionu                                           | ppor. rez. mgr Julian Wiesław Bizub                          | †21 IX 1939 Młociny                                          |
| oficer płatnik (gospodarczy)                                 | ppor. Preis                                                  |                                                              |
| oficer żywnościowy                                           | ppor. Biemarz                                                |                                                              |
| lekarz batalionu                                             | ppor. lek. Władysław Vide                                    |                                                              |
| dowódca 4 kompanii strzeleckiej                              | por. Tadeusz Tarnawski                                       |                                                              |
| dowódca I plutonu                                            | por. Kazimierz Piekarczyk                                    |                                                              |
| dowódca II plutonu                                           | ppor. dr Feliks Józef Krawiec                                |                                                              |
| dowódca III plutonu                                          | ppor. Kazimierz Jokiel                                       |                                                              |
| dowódca 5 kompanii strzeleckiej                              | por. Andrzej Marian Pukacki                                  |                                                              |
| dowódca I plutonu                                            | ppor. Zygmunt Gałkowski                                      |                                                              |
| dowódca 6 kompanii strzeleckiej                              | kpt. Tomasz Lisiewicz                                        |                                                              |
| dowódca I plutonu                                            | ppor. Mieczysław Mann                                        |                                                              |
| dowódca 2 kompanii km                                        | kpt. Tadeusz Smarzewski                                      |                                                              |
| dowódca I plutonu                                            | ppor. Henryk Bartoszewicz                                    |                                                              |
| dowódca II plutonu                                           | pchor. Fabus                                                 |                                                              |
| dowódca plutonu moździerzy                                   | ppor. Kazimierz Wicherkiewicz                                |                                                              |
| III batalion                                                 |                                                              |                                                              |
| dowódca III batalionu                                        | mjr piech. Władysław Grochola                                | VM, niemiecka niewola                                        |
| adiutant batalionu                                           | ppor. Bogdan Deresiewicz                                     |                                                              |
| dowódca plutonu łączności                                    | ppor. Bohdan Karol Hirszowski                                |                                                              |
| oficer płatnik (gospodarczy)                                 | ppor. Majorek                                                |                                                              |
| oficer żywnościowy                                           | ppor. Florian Gościński                                      |                                                              |
| lekarz batalionu                                             | ppor. lek. dr Artur Lejbowicz                                |                                                              |
| dowódca 7 kompanii strzeleckiej                              | por. Ignacy Jan Kowalik                                      |                                                              |
| dowódca I plutonu                                            | ppor. Edmund Andrzejewski                                    |                                                              |
| dowódca II plutonu                                           | ppor. Władysław Frąckowiak                                   |                                                              |
| dowódca III plutonu                                          | ppor. Teodor Kantorowicz                                     |                                                              |
| dowódca 8 kompanii strzeleckiej                              | kpt. Jerzy Lisowski                                          |                                                              |
| dowódca I plutonu                                            | ppor. Henryk Żywicki                                         |                                                              |
| dowódca II plutonu                                           | ppor. Stanisław Wiśniewski                                   |                                                              |
| dowódca III plutonu                                          | ppor. Zygmunt Krzyżostaniak                                  |                                                              |
| dowódca 9 kompanii strzeleckiej                              | kpt. Antoni Krupa                                            | †10 Marynki lub 16 IX 1939 Adamowa Góra                      |
| dowódca I plutonu                                            | ppor. piech. Karol Wilhelm Schröder                          | niewola niemiecka                                            |
| dowódca II plutonu                                           | ppor. Adam Harasin                                           |                                                              |
| dowódca III plutonu                                          | ppor. Dalatowski                                             |                                                              |
| dowódca 3 kompanii km                                        | por. Zenon Eustachiusz Dziubek                               | niewola niemiecka                                            |
| dowódca I plutonu                                            | por. Napieralski                                             |                                                              |
| dowódca II plutonu                                           | ppor. Janiszewski                                            |                                                              |
| dowódca III plutonu                                          | ppor. Borus                                                  |                                                              |
| Pododdziały specjalne                                        |                                                              |                                                              |
| dowódca kompanii przeciwpancernej                            | kpt. Marian Mendelowski                                      | VM, niewola niemiecka                                        |
| dowódca I plutonu                                            | ppor. piech. Adam Gołębiowski                                | VM (?), †21 VII 1992 Jedlińsk                                |
| dowódca II plutonu                                           | ppor. rez. Henryk Jan Weroński                               | †16 IX 1939 Adamowa Góra (jako Woroński)                     |
| dowódca III plutonu                                          | ppor. rez. Kwarczyński                                       |                                                              |
| dowódca kompanii zwiadowców                                  | por. Zygmunt Szadkowski                                      | VM, dwukrotnie ranny 12 i 21 IX 1939                         |
| dowódca plutonu konnych zwiadowców                           | ppor. kaw. rez. Henryk Podskarbi                             | niewola niemiecka                                            |
| dowódca plutonu kolarzy                                      | ppor. Groblewicz                                             | 12 IX 1939 ranny                                             |
| dowódca plutonu artylerii piechoty                           | por. art. Teodor Chilkowicz                                  | niemiecka niewola                                            |
| dowódca plutonu pionierów                                    | por. Józef Batkiewicz                                        |                                                              |
| dowódca plutonu przeciwgazowego                              | por. Feliks Bendyk                                           |                                                              |

## Symbole pułkowe

### Sztandar

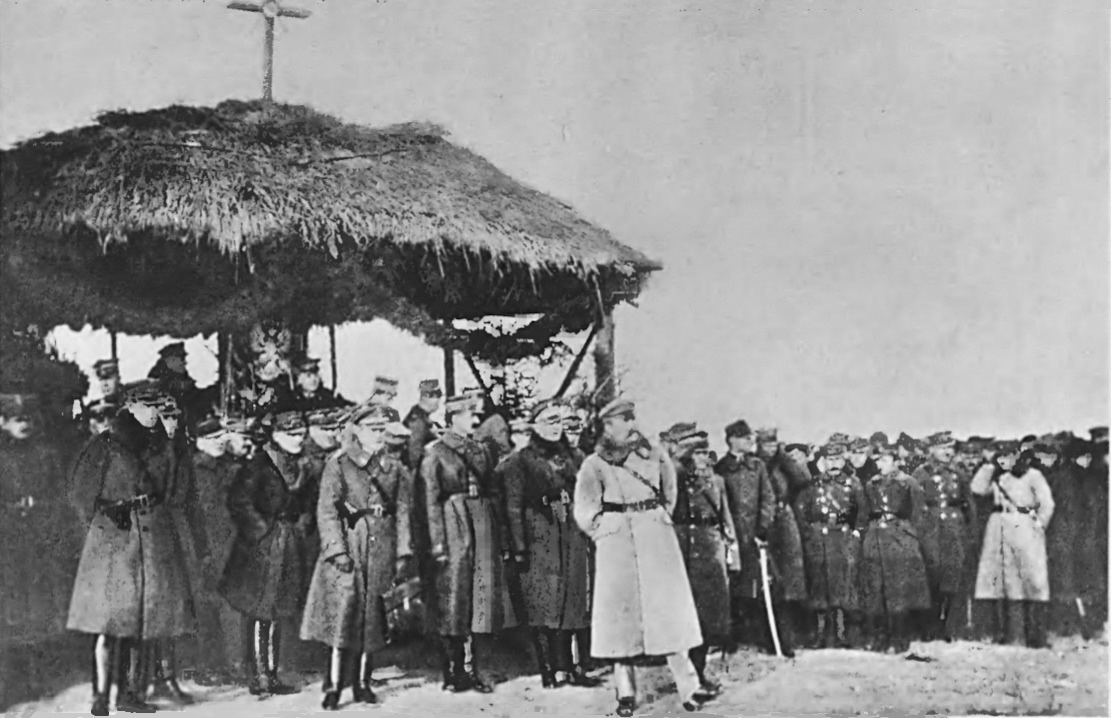
Marszałek Józef Piłsudski przemawia przed dekoracją chorągwi pułków 14 DP Krzyżem Srebrnym Orderu Virtuti Militari; Zelwa, 6 grudnia 1920.

13 listopada 1920 w Nieświeżu generał podporucznik Daniel Konarzewski wręczył pułkowi chorągiew ofiarowaną przez Ziemię Wielkopolską. 6 grudnia 1920 w Zelwie Naczelnik Państwa i Naczelny Wódz, marszałek Polski Józef Piłsudski udekorował chorągiew pułku Krzyżem Srebrnym Orderu Virtuti Militari.
Drugi sztandar ufundowany przez mieszkańców Krotoszyna wręczył pułkowi gen. Kazimierz Dzierżanowski 22 września 1929 w Krotoszynie.
Opis sztandaru
Sztandar został wykonany zgodnie z wzorem określonym w rozporządzeniu Prezydenta Rzeczypospolitej z dnia 13 grudnia 1927 o godłach i barwach państwowych oraz o oznakach, chorągwiach i pieczęciach. Na prawej stronie płata także znajdował się amarantowy krzyż, w środku którego wyhaftowano orła w wieńcu laurowym. Na białych polach, pomiędzy ramionami krzyża, znajdowały się cyfry 56 w wieńcach laurowych.

Na lewej stronie, na środku krzyża, w wieńcu laurowym, widniał napis HONOR I OJCZYZNA, a między ramionami krzyża w rogach płatu znajdowały się na tarczach Matka Boska Częstochowska oraz herb miasta Krotoszyna. Na ramionach krzyża znajdowały się cztery napisy z nazwami miejscowości i datami głównych bojów pułku: Wolsztyn 5.1.19., Jakimowska Słoboda 17.III.20., Stołpiszcze 3.Vl.20., Bereza, Bosiacz 17.IX.20. Pod orłem na drzewcu zawiązana była kokarda ze wstęgi biało-czerwonej oraz druga kokarda ze wstęgi niebiesko-czarnej orderu Virtuti Militari.
Powrześniowe losy sztandaru
Sztandar towarzyszył pułkowi w trakcie walk. Widząc bardzo trudną sytuację, dowódca pułku płk Wojciech Jan Tyczyński  kazał szefowi kancelarii pułku st. sierż. Wardędze zdjąć płat sztandaru z drzewca i zawinąć w ceratę. W końcu września dowódca I/56 pp mjr Edmund Kabza i st. sierż. Wardęga zgłosili się do dyrektora gimnazjum, Michała Kreczmara, zamieszkałego przy ul. Mokotowskiej 16 w Warszawie i poprosili o przechowanie pułkowego sztandaru. Płat sztandaru ulokowano w blaszanej puszce i schowano pod węglem w piwnicy. Tam, już pod nadzorem żony - Stanisławy Kreczmar, znajdował się do 27 września 1944. Podczas powstania warszawskiego znajomy rodziny - Antoni Rospenda zakopał sztandar w piwnicy. Po upadku powstania i wysiedleniu ludności z Warszawy sztandar pozostał w piwnicy. W końcu 1944 Niemcy zaczęli palić i wysadzać domy mieszkalne, w tym dom przy ul. Mokotowskiej 16. W końcu stycznia 1945 Rospenda wrócił do Warszawy i udał się na ulicę Mokotowską 16. Początkowo stracił nadzieję na odzyskanie sztandaru. Dopiero w 1948 teren był już częściowo odgruzowany i Rospenda, wraz z synem Zygmuntem, po mozolnej pracy dotarł do piwnicy i odgrzebał sztandar. Zabrał go do swego domu przy ul. Piłkarskiej. 1 kwietnia 1949 przekazał sztandar do Muzeum Wojska Polskiego. Replika sztandaru jest w posiadaniu Muzeum Bitwy nad Bzurą w Kutnie.
W świetle powyższych faktów mylną okazała się informacja o sztandarze zawarta w zbiorze z Banknoek: „56 Pułk Piechoty Wielkopolskiej – Sztandar został zakopany w Milanówku. Miejsce znane lokalnej organizacji. – Meldunek ppłk. dypl. Ruchaja”.

### Odznaka pamiątkowa
16 października 1929 minister spraw wojskowych marszałek Polski Józef Piłsudski zatwierdził wzór i regulamin odznaki pamiątkowej 56 pp. Odznaka o wymiarach 39x38 mm ma kształt tarczy rycerskiej, zdobionej po brzegach proporczykami wyciętymi w ząb, z numerem i inicjałami pułku „2 PSW” oraz datą bitwy „17.IX.1920”. W centrum nałożony jest wizerunek Krzyża Orderu Virtuti Militari, poniżej wpisany aktualny numer i inicjały „56 PP”. Dwuczęściowa – bita z żelaza czernionego ze srebrzonym krzyżem, łączona dwoma nitami. Wykonawcą odznaki był Wiktor Gontarczyk z Warszawy.
Odznakę noszono na mundurze po lewej stronie. Oficerowie nosili ją 4 cm poniżej guzika kieszeni górnej, a szeregowcy na wysokości trzeciego guzika kurtki.

## Strzelcy wielkopolscy

### Dowódcy i zastępcy dowódcy pułku
| Stopień, imię i nazwisko                 | Okres pełnienia służby   | Kolejne stanowisko     |
| dowódcy pułku                            | dowódcy pułku            | dowódcy pułku          |
| ---------------------------------------- | ------------------------ | ---------------------- |
| ppor. Antoni Nieborak                    | 16 III - 1 V 1919        |                        |
| kpt. / ppłk piech. Ludwik Łęgowski       | 1 V 1919 – 15 VII 1927   |                        |
| płk dypl. Zygmunt Dzwonkowski            | 15 VII 1927 – 14 II 1929 |                        |
| ppłk/płk piech. Marian Ocetkiewicz       | 14 II 1929 – 28 VI 1933  |                        |
| ppłk/płk piech. Wojciech Tyczyński       | 28 VI 1933 – IX 1939     |                        |
| Zastępcy dowódcy pułku                   |                          |                        |
| mjr / ppłk piech. Sergiusz Radziwanowski | 10 VII 1922 – 11 VI 1927 | zastępca dowódcy 52 pp |
| ppłk piech. Władysław Konrad Czapliński  | 11 VI 1927 – 28 I 1931   | dowódca 27 pp          |
| ppłk piech. Władysław Wiecierzyński      | 28 I 1931 – XI 1935      | dowódca 55 pp          |
| ppłk piech. Franciszek Uhrynowicz        | IV 1936 – XII 1938       | zastępca dowódcy 20 pp |
| ppłk dypl. piech. Stanisław III Małek    | XII 1938 – VIII 1939     |                        |

### Żołnierze 56 pułku piechoty – ofiary zbrodni katyńskiej
Biogramy ofiar zbrodni katyńskiej znajdują się między innymi w bazach udostępnionych przez Ministerstwo Kultury i Dziedzictwa Narodowego oraz Muzeum Katyńskie.
| Stopień, nazwisko i imię                 | zawód                | miejsce pracy przed mobilizacją     | zamordowany |
| ---------------------------------------- | -------------------- | ----------------------------------- | ----------- |
| ppor. rez. Antoszewski Lech Józef        | urzędnik             | Zarząd Miejski w Poznaniu           | Katyń       |
| ppor. rez. Bartecki Teodor Wojciech      | prawnik, mgr         |                                     | Charków     |
| ppor. rez. Bartkowiak Zenon              |                      |                                     | Charków     |
| por. rez. Bendlewicz Jan                 |                      | burmistrz Pleszewa                  | Charków     |
| ppor. rez. Budzyński Stanisław           | nauczyciel           | Szkoła w Czerminie                  | Katyń       |
| ppor. rez. Byczkowski Edward             | urzędnik             | Ubezpieczalnia Społeczna w Poznaniu | Charków     |
| por. piech. rez. Chodkiewicz Stanisław   | inżynier rolnik      | Państwowy Bank Rolny w Poznaniu     | Charków     |
| ppor. rez. Czech Józef Antoni            | lekarz               | Zakłady L. Nasierowskiego           | Charków     |
| ppor. rez. Dorczyk Stanisław             | nauczyciel           | Szkoła w Tarnowie Podgórnym         | Katyń       |
| ppor. rez. Filoda Franciszek             | handlowiec           |                                     | Charków     |
| ppor. rez. Gąsiorowski Władysław         | inżynier leśnik      | lasy Ordynacji Ołyckiej             | Charków     |
| por. piech. rez. Gibasiewicz Jan         | prawnik, mgr         | burmistrz Krotoszyna (e)            | Charków     |
| ppor. rez. Goljasz Ryszard Piotr         | nauczyciel           | gimnazjum w Kościanie               | Katyń       |
| ppor. rez. Grzeszkowiak Włodzimierz      |                      | Wojewódzki Inspektorat Pożarnictwa  | Charków     |
| ppor. piech. rez. Hęćka Stanisław        | nauczyciel           | kier. szkoły powszechnej w ?        | Charków     |
| por. rez. Jabłecki Edward                |                      | ?                                   | Charków     |
| ppor. rez. Jokiel Wiktor Hubert          | nauczyciel           | szkoła powszechna w ?               | Charków     |
| kpt. piech. Kapała Józef                 | żołnierz zawodowy    |                                     | Charków     |
| ppor. rez. Kempa Jan                     | farmaceuta           |                                     | Charków     |
| ppor. rez. Kołaski Zbigniew Jóżef        | technik budowy dróg  |                                     | Charków     |
| por. piech. Kuna Marian                  | żołnierz zawodowy    |                                     | Charków     |
| mjr piech. Lewin-Lewiński Czesław        | żołnierz zawodowy    |                                     | Charków     |
| ppor. rez. Łączewny Tomasz               | nauczyciel           | szkoła powszechna w Gdyni           | Katyń       |
| por. rez. Michalski Czesław              |                      | wójt Puszczykowa                    | Katyń       |
| ppor. rez. Łeński Czesław                | technik budowlany    |                                     | Charków     |
| ppor. rez. Łuczak Bolesław               | prawnik              | Sąd Grodzki w Śremie                | Charków     |
| por. piech. rez. Maj Eugeniusz           | artysta śpiewak      | Opera Poznańska                     | Charków     |
| por. rez. Malinowski Piotr               | technik mechanik     | DOKP w Poznaniu                     | Charków     |
| ppor. rez. Mazurkiewicz Stanisław        | ekonomista           |                                     | Charków     |
| ppor. rez. Mięsowicz Stanisław           | prawnik, mgr         | sąd w Poznaniu                      | Charków     |
| ppor. rez. Niwczyk Ignacy                | nauczyciel           | szkoła w Mieczewie                  | Katyń       |
| ppor. rez. Nowak Stefan                  |                      |                                     | Charków     |
| ppor. piech. rez. Ofierzyński Konrad     | ekonomista           | Urząd Pocztowy w Obornikach         | Charków     |
| ppor. rez. Olszewski Florian             | nauczyciel           |                                     | Charków     |
| ppor. piech. rez. Otto Jan Agust         |                      |                                     | Charków     |
| ppor. rez. Plewa Jarosław                | prawnik              |                                     | Charków     |
| ppor. rez. Płonka Antoni                 | nauczyciel           | Szkoła w Witaszycach                | Katyń       |
| ppor. rez. Psuja Bolesław                | urzędnik             | ZUS w Poznaniu                      | Katyń       |
| ppor. rez. Pujanek Wincenty              | urzędnik             |                                     | Charków     |
| ppor. rez. Robaczyk Stanisław            | nauczyciel           |                                     | Charków     |
| por. piech. rez. Rux Jan                 | przemysłowiec        |                                     | Charków     |
| ppor. rez. Sadkowski Zygmunt             | handlowiec           |                                     | Charków     |
| ppor. piech. rez. Szóstak Antoni         | student              |                                     | Charków     |
| ppor. rez. Teschner Edmund               |                      | Wodociągi Miejskie Poznań           | Charków     |
| kpt. lek. Wołosianka (Wołosianko) Michał | oficer służby stałej | starszy lekarz pułku                | Katyń       |
| ppor. rez. Woźniak Jan                   | nauczyciel           | szkoła powszechna w ?               | Charków     |
| ppor. rez. Zapłotny Franciszek           | nauczyciel           | Szkoła Powszechna w ?               | Charków     |
| por. rez. Zawadzki Stanisław             | prawnik              | dyr. „Nowego Kuriera” w Poznaniu    | Katyń       |
| por. piech. rez. Zemski Julian           | matematyk            | TWU „Vesta” Poznań                  | Charków     |
| ppor. rez. Żerdziński Edmund             | urzędnik             | ZUS w Poznaniu                      | Charków     |

## Upamiętnienie
24 kwietnia 2010 batalion dowodzenia 17 Brygady Zmechanizowanej, który przyjął dziedzictwo tradycji 2 pułku Strzelców Wielkopolskich i 56 pułku piechoty Wielkopolskiej, otrzymał nazwę wyróżniającą „Strzelców Wielkopolskich” i imię por. Jana Rzepy.
Rekonstrukcją dziejów obu wspomnianych wyżej pułków wielkopolskich zajmuje się od lutego 2004 Wronieckie Stowarzyszenie Historyczne „Historica” z Wronek, a od października 2008 także Krotoszyńska Grupa Rekonstrukcji Historycznej 56 pułku piechoty Wielkopolskiej działająca przy Muzeum Regionalnym im. Hieronima Ławniczaka w Krotoszynie.

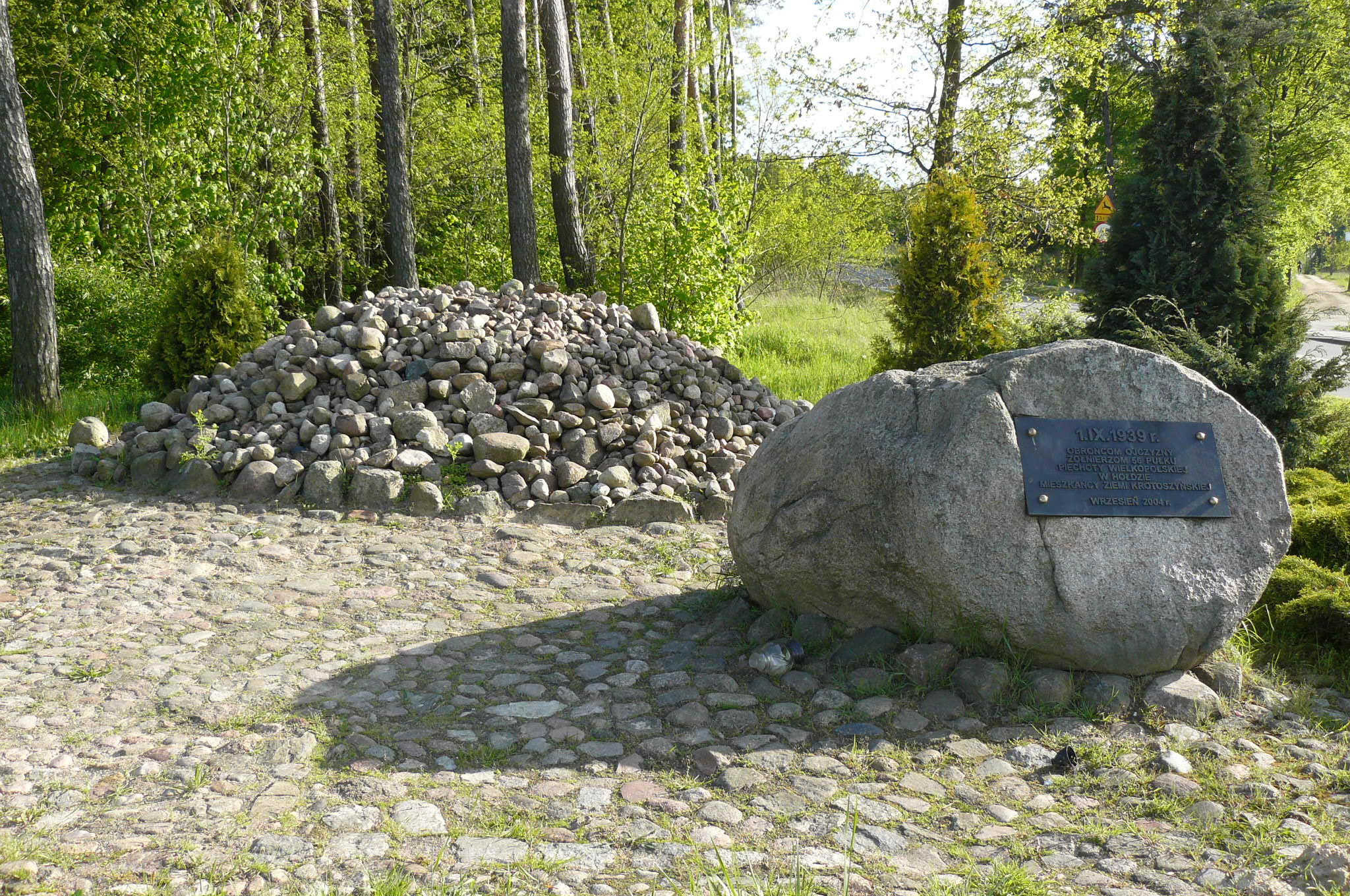
Szaniec pamięci żołnierzy 56 pp